# Linie Szybkiej Kolei Miejskiej w Warszawie
Linie Szybkiej Kolei Miejskiej w Warszawie – pięć linii Szybkiej Kolei Miejskiej w Warszawie.

## Linia S1

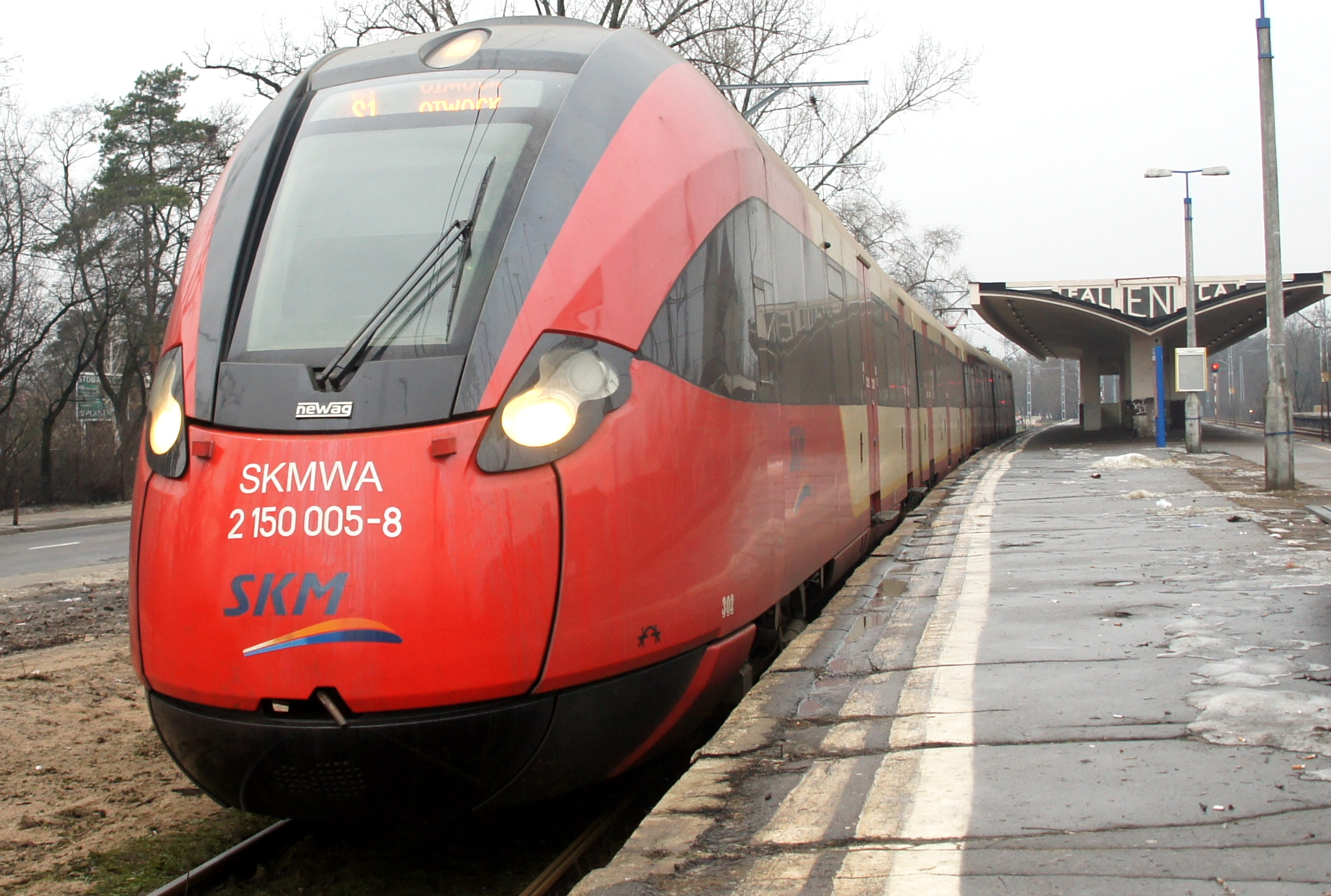
19WE-02 na stacji Warszawa Falenica

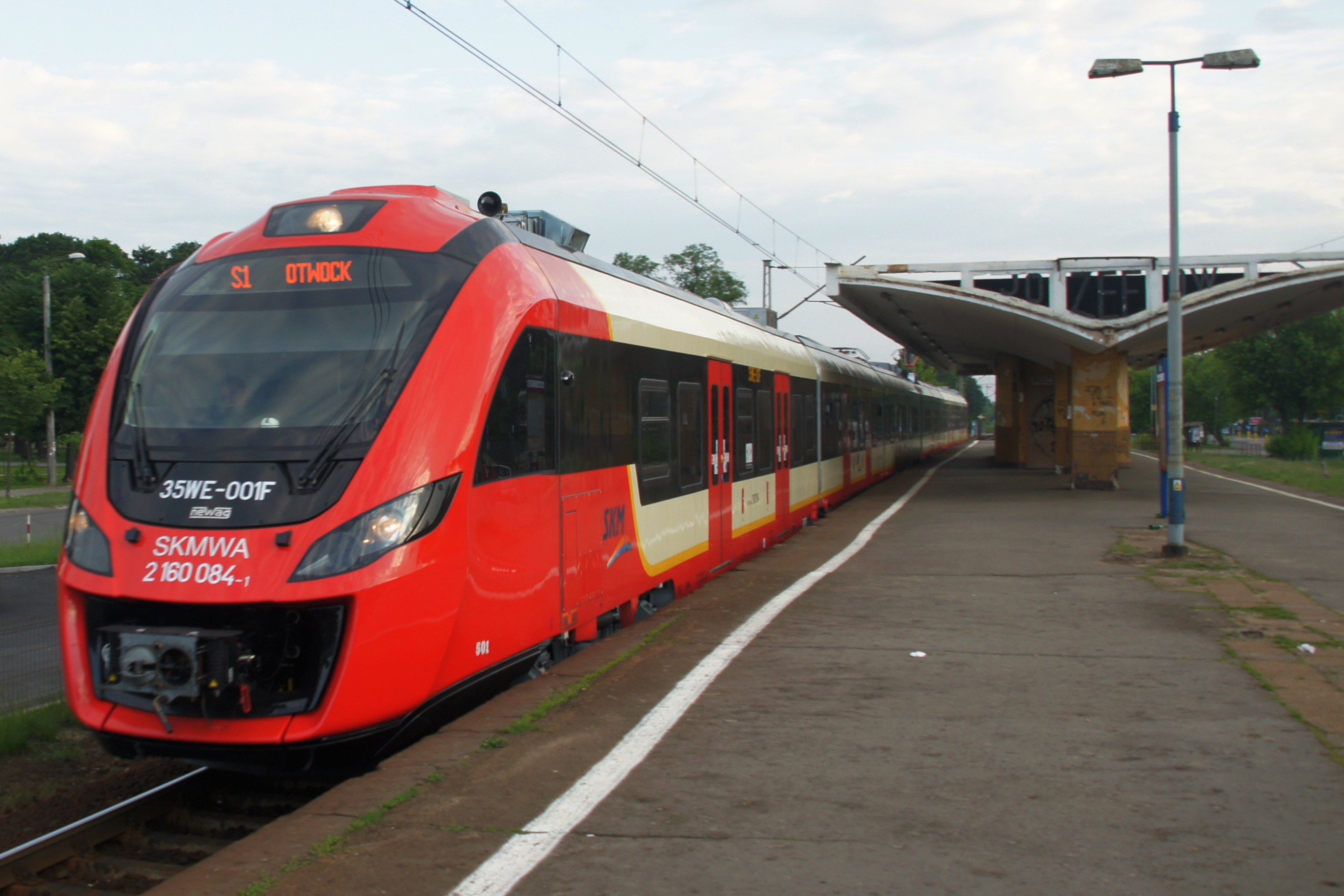
35WE-001 na przystanku Józefów

### Historia
Pierwsza linia SKM ruszyła 3 października 2005 na trasie Warszawa Falenica — Warszawa Zachodnia (linia S1). Do grudnia 2005 roku przewóz pasażerów odbywał się na zasadach promocyjnych – bez opłat. Od 11 grudnia 2005 r. SKM Warszawa zaczęła funkcjonować pod nadzorem i według taryf Zarządu Transportu Miejskiego, prowadząc kursy między Falenicą a Warszawą Zachodnią, przy czym istniały też skrócone kursy do stacji Warszawa Wschodnia (oznaczone jako linia S10).
Początkowo, według wielu oceniających, linia nie spełniła pokładanych w niej nadziei, co spowodowane było m.in. tym, że pociągi SKM rzadko pojawiały się na stacjach, nawet w godzinach szczytu, a czas ich przejazdu nie odbiegał od parametrów poruszających się na tej samej linii pociągów Kolei Mazowieckich. Ponadto na tej samej trasie działa wielu prywatnych przewoźników autobusowych oraz często kursująca linia przyspieszona 521. Linia S1 została zawieszona od dnia 1 lipca 2006. Spowodowane to było przez niemożność ułożenia dobrego rozkładu jazdy dla nowego przedsiębiorstwa kolejowego, co wynikało z przepisów.
Linia została przywrócona tymczasowo w czerwcu 2010 r. jako S10 z powodu zamknięcia Wału Miedzeszyńskiego na skutek zagrożenia powodziowego. Linia cieszyła się w tym czasie zaskakująco dużym powodzeniem, co skłoniło władze miasta do przywrócenia połączeń SKM na trasie między Otwockiem i Śródmieściem, jeszcze w tym samym roku.
- Etap 1: Po przerwie wakacyjnej 1 września 2010 „powodziowa” linia S10 powróciła na linię otwocką między Otwockiem a Dw. Wschodnim jako linia S1[2][3].
- Etap 2: 12 grudnia 2010[4] linia kursuje na wydłużonej trasie Otwock – Pruszków o częstotliwości dwa pociągi na godzinę.

### Przebieg
| Km    | Nazwa                        | Miasto   | Dzielnica      | Park & Ride | Przesiadki                            |
| ----- | ---------------------------- | -------- | -------------- | ----------- | ------------------------------------- |
| 0,0   | Pruszków                     | Pruszków |                | Nie         | KM                                    |
| 3,4   | Piastów                      | Piastów  |                | Nie         | KM                                    |
| 5,5   | Warszawa Ursus Niedźwiadek   | Warszawa | Ursus          | Tak         | KM                                    |
| 6,7   | Warszawa Ursus               | Warszawa | Ursus          | Nie         | KM                                    |
| 9,1   | Warszawa Włochy              | Warszawa | Włochy         | Nie         | KM                                    |
| 12,8  | Warszawa Zachodnia           | Warszawa | Ochota         | Nie         | SKM, WKD, KM, PKP IC, PR              |
| 15,0  | Warszawa Ochota              | Warszawa | Ochota         | Nie         | SKM, WKD, KM, tramwaj                 |
| 15,9  | Warszawa Śródmieście         | Warszawa | Śródmieście    | Nie         | SKM, WKD, KM, PKP IC, PR, M1, tramwaj |
| 17,2  | Warszawa Powiśle             | Warszawa | Śródmieście    | Nie         | KM                                    |
| 19,1  | Warszawa Stadion             | Warszawa | Praga-Południe | Nie         | SKM, KM, M2                           |
| 20,1  | Warszawa Wschodnia           | Warszawa | Praga-Północ   | Nie         | SKM, KM, PKP IC, PR, tramwaj          |
| 24,2  | Warszawa Olszynka Grochowska | Warszawa | Praga-Południe | Nie         | KM                                    |
| 26,7  | Warszawa Gocławek            | Warszawa | Wawer          | w bud.      | KM                                    |
| 28,5  | Warszawa Wawer               | Warszawa | Wawer          | Tak         | KM                                    |
| 29,8  | Warszawa Anin                | Warszawa | Wawer          | Tak         | KM                                    |
| 31,0  | Warszawa Międzylesie         | Warszawa | Wawer          | w bud.      | KM                                    |
| 33,4  | Warszawa Radość              | Warszawa | Wawer          | w bud.      | KM                                    |
| 35,1  | Warszawa Miedzeszyn          | Warszawa | Wawer          | Nie         | KM                                    |
| 36,5  | Warszawa Falenica            | Warszawa | Wawer          | Nie         | KM                                    |
| 38,3  | Michalin                     | Józefów  |                | Nie         | KM                                    |
| 39,9  | Józefów                      | Józefów  |                | Nie         | KM                                    |
| 41,8  | Otwock Świder                | Otwock   |                | Nie         | KM                                    |
| 43,5  | Otwock                       | Otwock   |                | Nie         | KM                                    |
| [ 5 ] |                              |          |                | [ 6 ] [ 7 ] | [ 6 ] [ 8 ] [ 5 ]                     |

## Linia S2

### Historia
1 lipca 2006 linia S1 kursująca z Falenicy do Dworca Zachodniego zmieniła kursowanie na trasę ze stacji Warszawa Rembertów (później od Sulejówka-Miłosnej przez Warszawę Śródmieście do Pruszkowa) i swoją nazwę na linię S2. Dzięki tej zmianie korzystało z przewozów znacznie więcej osób. Oceniający zwracali uwagę na stałą w ciągu dnia wysoką frekwencję i przepełnienie w godzinach szczytu. Linia ta pozwalała szybko przejechać całą aglomerację w kierunku prostopadłym do linii metra (bardzo je uzupełniając), gdzie bardzo trudno poruszać się samochodem.
Ze względu na remont tunelu średnicowego pociągi przez pierwsze pół roku kursowały przez stację Warszawa Centralna. 15 stycznia 2007 wróciły na tory lokalne linii średnicowej (Warszawa Stadion – Warszawa Powiśle – Warszawa Śródmieście – Warszawa Ochota).
Od 6 listopada 2006 w wybranych kursach pociągi SKM kursowały na wydłużonej trasie do stacji Warszawa Wola Grzybowska. Od 18 grudnia 2006 pociągi SKM kursowały na trasie Sulejówek Miłosna – Pruszków. Na odcinku Pruszków – Warszawa Ursus i Warszawa Wola Grzybowska– Sulejówek Miłosna obowiązywała 2 strefa biletowa ZTM, natomiast pomiędzy przystankami Warszawa Ursus – Warszawa Wola Grzybowska, 1 strefa biletowa ZTM.
Od 15 stycznia 2007 w skład komunikacji miejskiej wchodzą również pociągi regionalne Kolei Mazowieckich i Warszawskiej Kolei Dojazdowej poruszające się w strefie miejskiej. Posiadacze biletów okresowych (z wyłączeniem biletów na jedną linię) ładowanych na Warszawskiej Karcie Miejskiej ZTM mają możliwość korzystania z kolei średnicowej na podobnych zasadach jak z linii metra. Pociągi w godzinach szczytu jeżdżą z podobną częstotliwością. Od 16 czerwca 2007 możliwość podróży pociągami Kolei Mazowieckich i WKD mają także posiadacze aktywnego biletu dobowego.
Od 12 grudnia 2010 linia S2 została (tymczasowo w oczekiwaniu na wydłużenie trasy do lotniska Chopina) skrócona do przystanku Warszawa Zachodnia. Ruch do Pruszkowa przejęła linia S1. Od 1 czerwca 2012 linia S2 kursowała na trasie Warszawa Lotnisko Chopina - Sulejówek Miłosna.

### Przebieg
| Km    | Nazwa                        | Miasto    | Dzielnica      | Park & Ride | Przesiadki                            |
| ----- | ---------------------------- | --------- | -------------- | ----------- | ------------------------------------- |
| 0,0   | Warszawa Lotnisko Chopina    | Warszawa  | Włochy         | Nie         | KM                                    |
| 2,0   | Warszawa Służewiec           | Warszawa  | Mokotów        | Nie         | KM, tramwaj                           |
| 3,7   | Warszawa Żwirki i Wigury     | Warszawa  | Ochota         | Nie         | KM                                    |
| 4,7   | Warszawa Rakowiec            | Warszawa  | Ochota         | Nie         | KM, tramwaj                           |
| 6,6   | Warszawa Aleje Jerozolimskie | Warszawa  | Ochota         | Nie         | WKD, KM                               |
| 9,7   | Warszawa Zachodnia           | Warszawa  | Ochota         | Nie         | SKM, WKD, KM, PKP IC, PR              |
| 11,7  | Warszawa Ochota              | Warszawa  | Ochota         | Nie         | SKM, WKD, KM, tramwaj                 |
| 12,6  | Warszawa Śródmieście         | Warszawa  | Śródmieście    | Nie         | SKM, WKD, KM, PKP IC, PR, M1, tramwaj |
| 13,9  | Warszawa Powiśle             | Warszawa  | Śródmieście    | Nie         | KM                                    |
| 15,8  | Warszawa Stadion             | Warszawa  | Praga-Południe | Nie         | SKM, KM, M2                           |
| 16,9  | Warszawa Wschodnia           | Warszawa  | Praga-Północ   | Nie         | SKM, KM, PKP IC, PR, tramwaj          |
| 24,4  | Warszawa Rembertów           | Warszawa  | Rembertów      | Nie         | KM                                    |
| 29,0  | Warszawa Wesoła              | Warszawa  | Wesoła         | Nie         | KM                                    |
| 30,8  | Warszawa Wola Grzybowska     | Warszawa  | Wesoła         | Nie         | KM                                    |
| 32,6  | Sulejówek                    | Sulejówek |                | Nie         | KM                                    |
| 34,2  | Sulejówek Miłosna            | Sulejówek |                | Nie         | KM                                    |
| [ 5 ] |                              |           |                | [ 6 ]       | [ 6 ] [ 8 ] [ 5 ]                     |

## Linia S3

### Historia
Linia rozpoczęła kursowanie 1 czerwca 2012 łącząc Legionowo z Lotniskiem Chopina.
Do 9 grudnia 2012 linia podzielona była na dwa warianty:
- S3C, kursujący przez Warszawę Centralną łącząc Legionowo z Okęciem przez dworzec Warszawa Centralna
- S3S, kursujący przez przystanki: Warszawa Stadion, Warszawa Powiśle, Warszawa Śródmieście oraz Warszawa Ochota

Od 9 grudnia 2012 przebieg linii został ujednolicony, a nazwa została skrócona do S3.
Od 5 września 2016, w związku z remontem linii tramwajowej na Służewiec, zostały uruchomione dodatkowe pociągi na skróconej trasie Warszawa Służewiec - Warszawa Zachodnia.
Od 2 stycznia 2020 siedem par pociągów (trzy w szczycie porannym i cztery w popołudniowym) linii S3 zostało wydłużonych przez Nieporęt do Radzymina.
W grudniu 2024 skrócono kursowanie do stacji Legionowo. Na dalszym odcinku tę relację zastąpiły linie S4 i S40.

### Stan obecny
Obecnie (stan na lipiec 2025), pociągi linii S3 kursują na trasie Warszawa Lotnisko Chopina - Legionowo przez stację Warszawa Wschodnia oraz stację Warszawa Centralna (Metro M1). 

### Częstotliwość kursowania
Linia kursuje całą dobę z 6 godzinną przerwą nocną. Kursuje cyklicznie, co godzinę (z ewentualnym kilkuminutowym odchyleniem) w każdym kierunku.

### Przebieg
| Km   | Nazwa                        | Miejscowość | Dzielnica      | Park & Ride | Przesiadki                   |
| ---- | ---------------------------- | ----------- | -------------- | ----------- | ---------------------------- |
| 0,0  | Warszawa Lotnisko Chopina    | Warszawa    | Włochy         | Nie         | KM                           |
| 2,0  | Warszawa Służewiec           | Warszawa    | Mokotów        | Nie         | KM, tramwaj                  |
| 3,7  | Warszawa Żwirki i Wigury     | Warszawa    | Ochota         | Nie         | KM                           |
| 4,7  | Warszawa Rakowiec            | Warszawa    | Ochota         | Nie         | KM, tramwaj                  |
| 6,6  | Warszawa Aleje Jerozolimskie | Warszawa    | Ochota         | Nie         | WKD, KM                      |
| 9,7  | Warszawa Zachodnia           | Warszawa    | Wola           | Nie         | SKM, WKD, KM, PKP IC, PR     |
| 12,7 | Warszawa Centralna           | Warszawa    | Wola           | Nie         | KM, PKP IC, tramwaj, PR      |
| 17,0 | Warszawa Wschodnia           | Warszawa    | Wola           | Nie         | SKM, KM, PKP IC, PR, tramwaj |
| 20,2 | Warszawa Targówek            | Warszawa    | Wola           | Nie         | KM,                          |
| 22,9 | Warszawa Praga               | Warszawa    | Praga-Północ\| | Nie         | KM                           |
| 24,8 | Warszawa Toruńska            | Warszawa    | Praga-Północ\| | Nie         | KM                           |
| 27,3 | Warszawa Żerań               | Warszawa    | Białołęka      | Tak         | KM                           |
| 29,6 | Warszawa Płudy               | Warszawa    | Białołęka      | Nie         | KM                           |
| 32,4 | Warszawa Choszczówka         | Warszawa    | Białołęka      | Nie         | KM                           |
| 37,9 | Legionowo                    | Legionowo   |                | Nie         | KM, PKP IC                   |

## Linie S4/S40
Linie S4 i S40 zostały uruchomione 12 marca 2023 roku. Kursują na trasach Piaseczno – Radzymin/Wieliszew (S40) oraz Piaseczno – Zegrze Południowe (S4). Obie linie kursują linią obwodową przez stację Warszawa Młynów (przesiadka do linii metra M2) oraz Warszawa Gdańska (przesiadka do linii metra M1). 

## Linia S9 i S90 (historyczne)

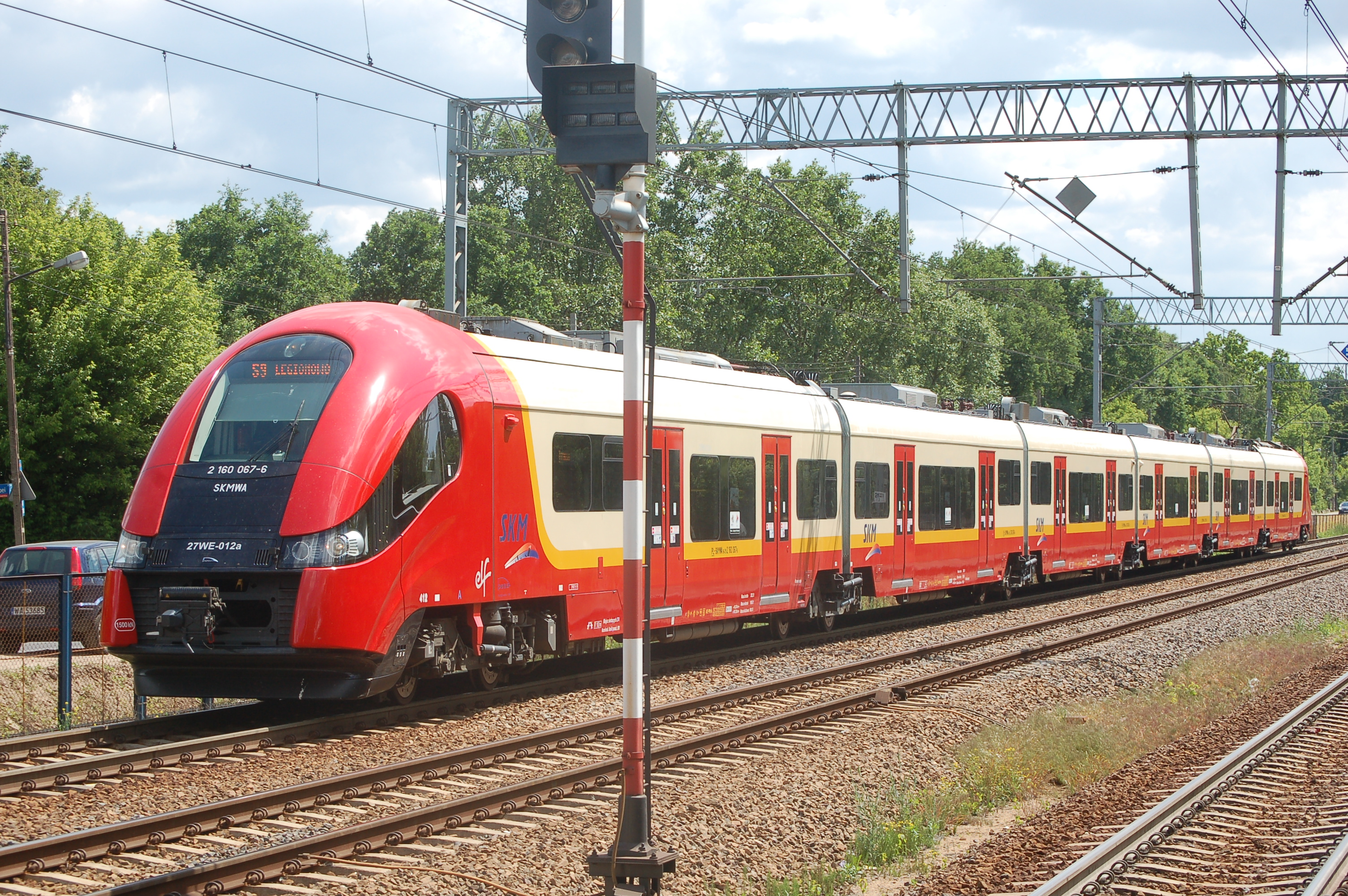
Linia S9 na warszawskiej Białołęce

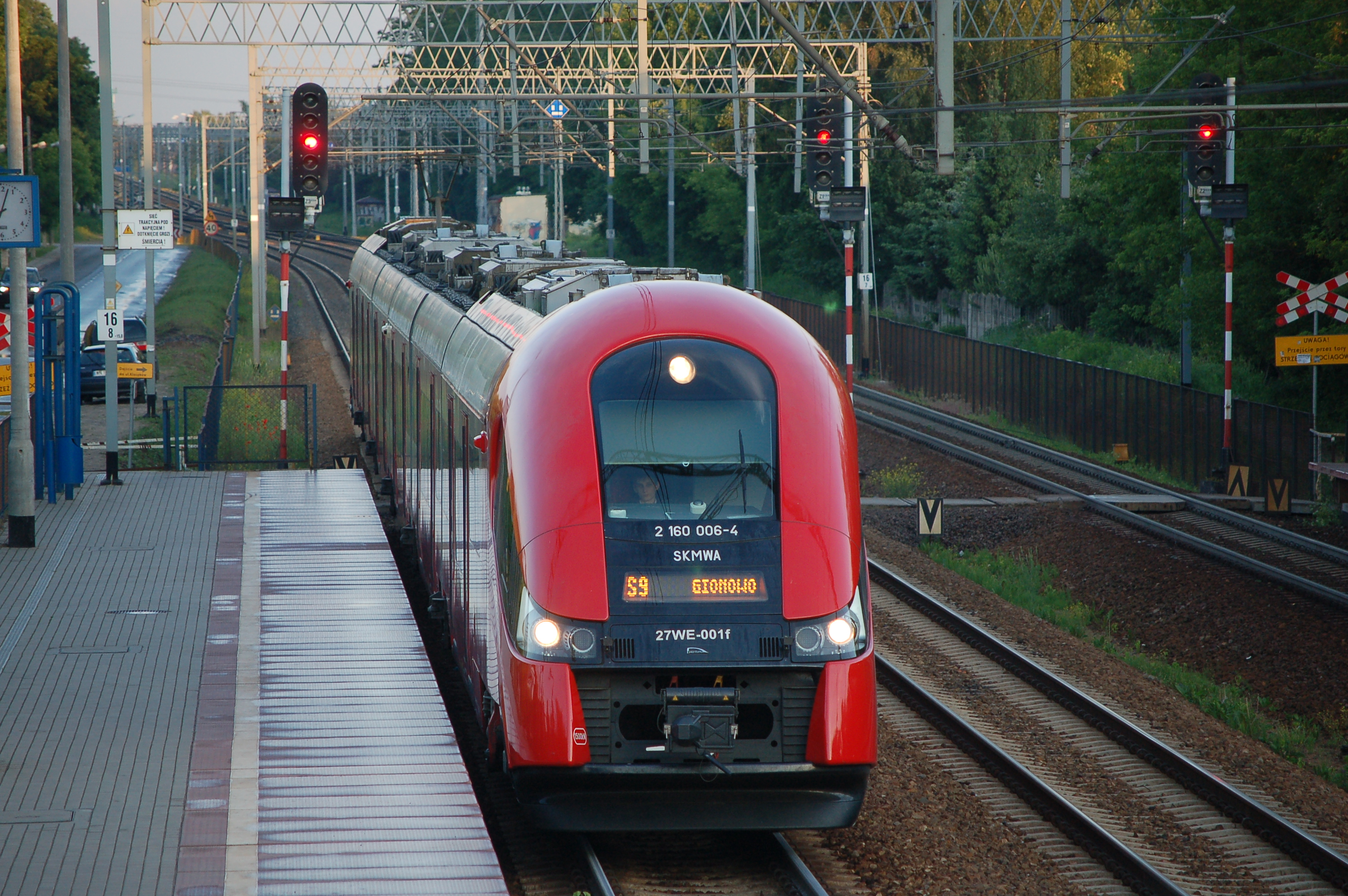
Linia S9 obsługiwana pojazdem Elf na przystanku Warszawa Płudy

Linia S9 rozpoczęła kursowanie w marcu 2010 między Dworcem Gdańskim i Legionowem
W maju 2010 r., po uzyskaniu porozumienia z władzami gminy Wieliszew, linia została przedłużona do Wieliszewa. Część kursów kończyła bieg na stacji Legionowo Piaski.
Od momentu powstania do grudnia 2011 roku linia była obsługiwana przez Koleje Mazowieckie.
3 września 2012 roku linia została przedłużona do Warszawy Zachodniej (d. Warszawa Wola).
Od 5 września 2016, w związku z remontem odcinka Warszawa Gdańska – Warszawa ZOO, część połączeń została skrócona do trasy Warszawa ZOO – Legionowo.
Linia S90 wróciła 2 listopada 2020 roku. Jeździła na trasie Warszawa Zachodnia (peron 8) – Warszawa Gdańska. Przejazd całą trasą trwał 11 minut. Linia ta była odgałęzieniem od linii S9 i kursowała tylko w dni robocze. Wszystkie kursy linii S90 odbywały się w godzinach szczytu, sześć razy dziennie.
Od 2021 roku linie S9 i S90 nie są już wykorzystywane.

## Galeria stacji i przystanków

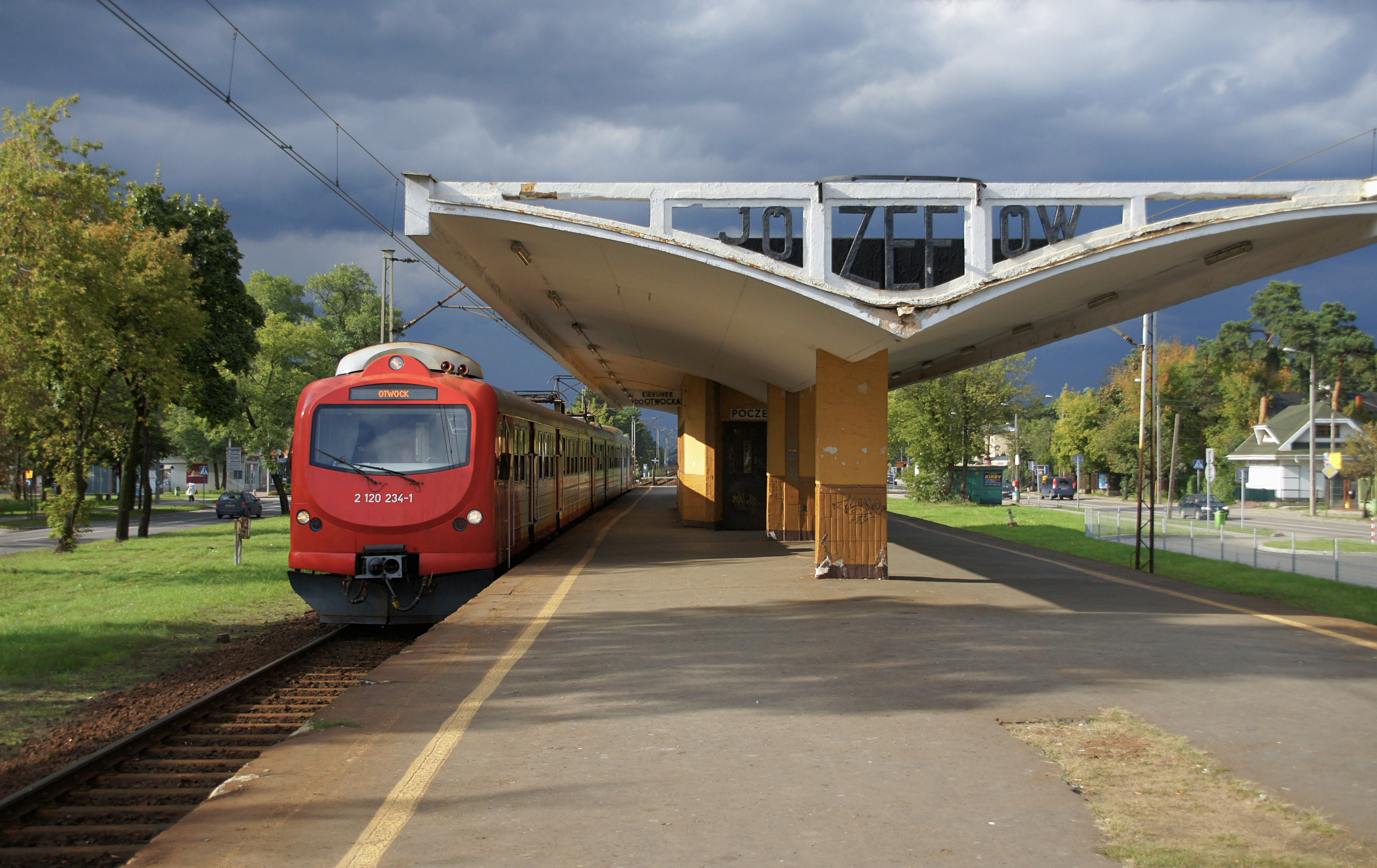
Józefów
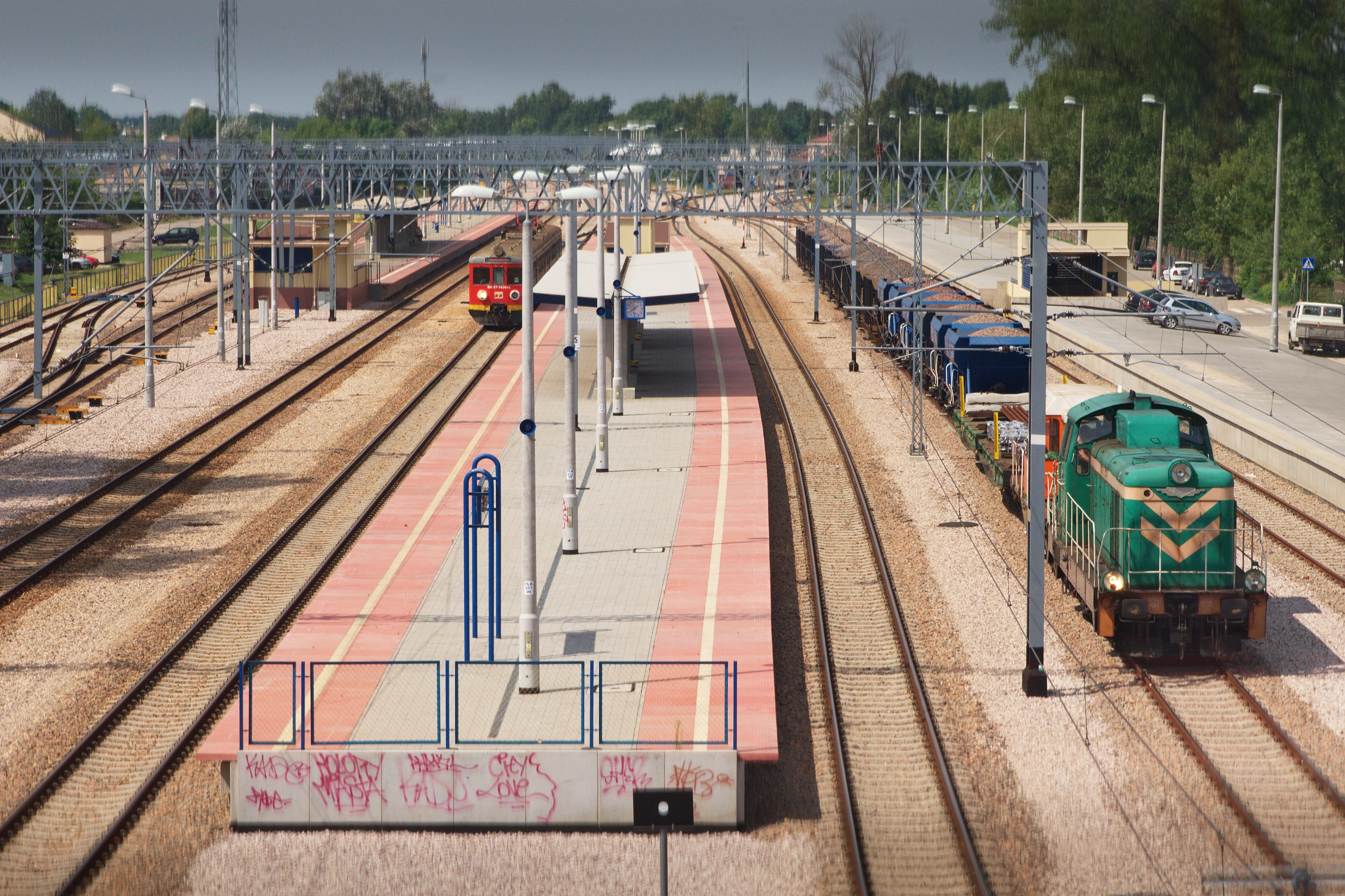
Legionowo
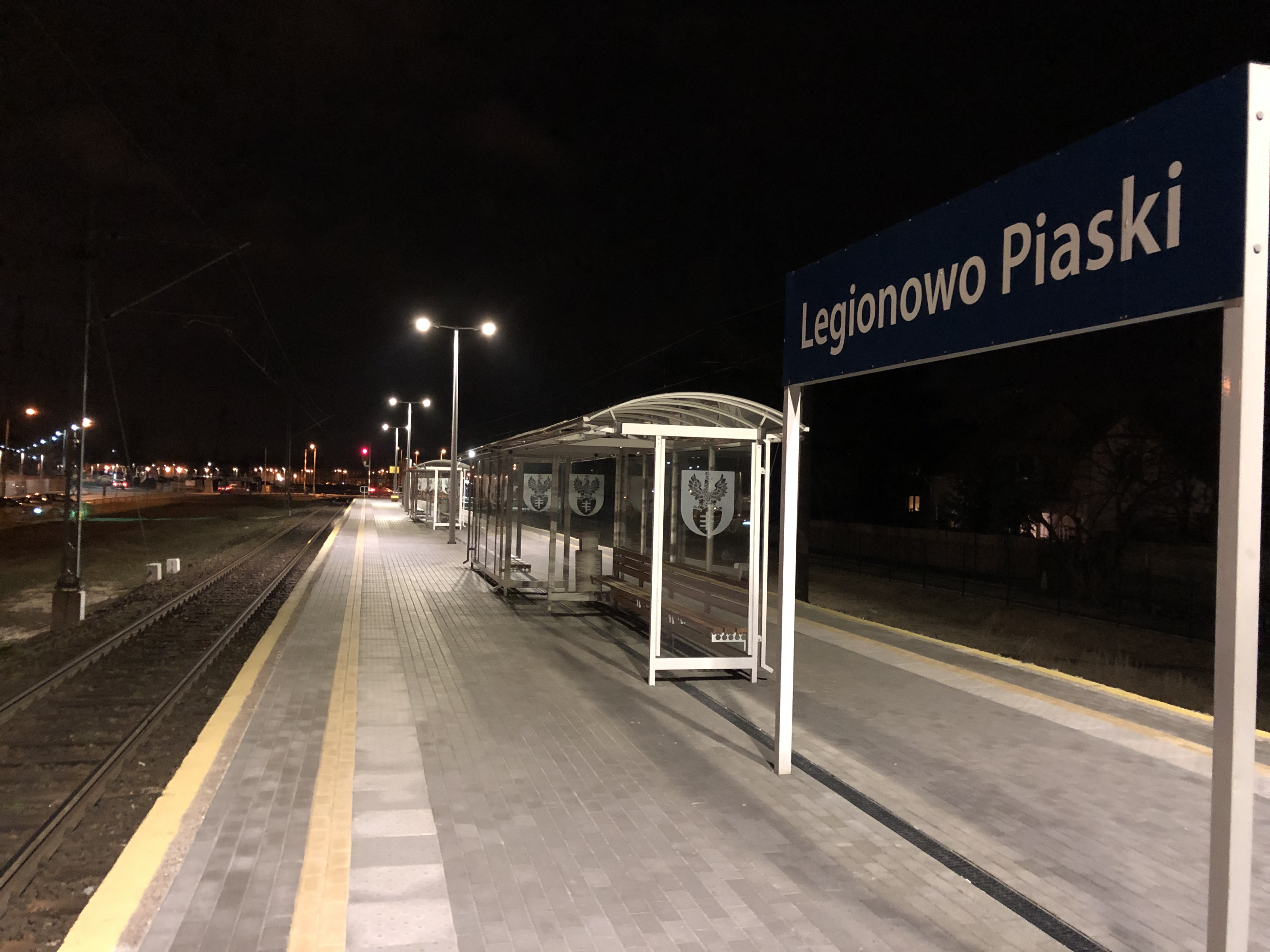
Legionowo Piaski
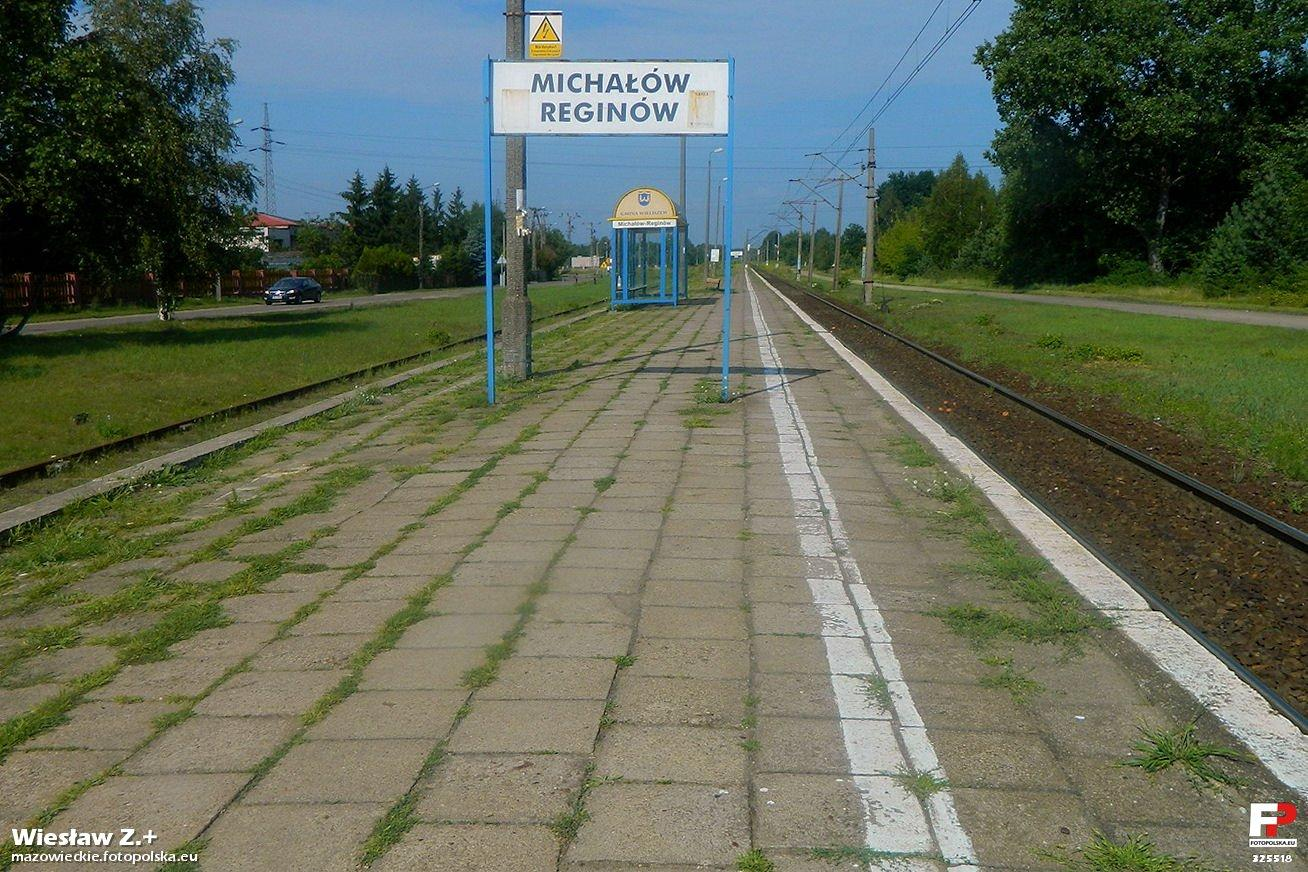
Michałów Reginów
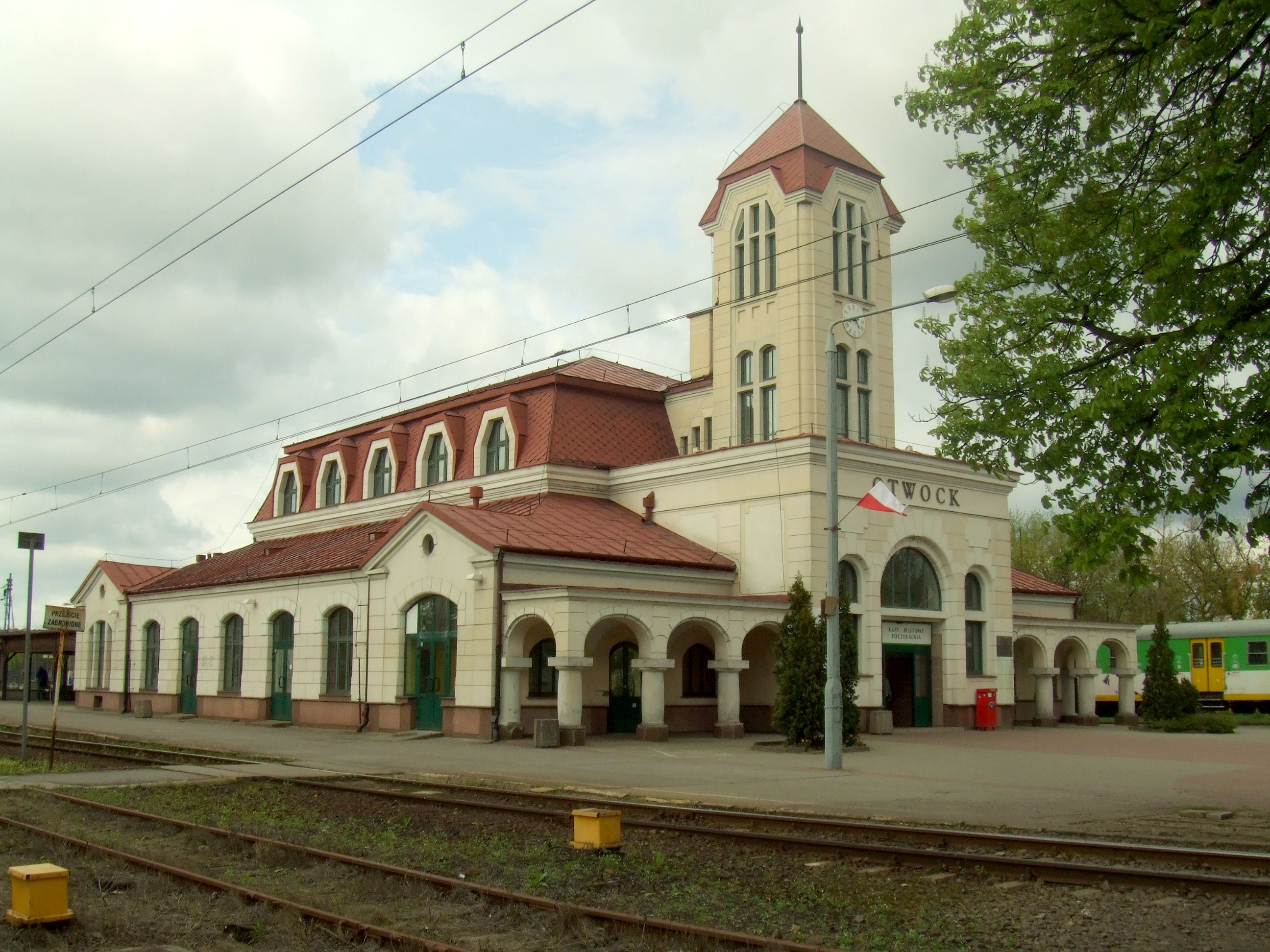
Otwock
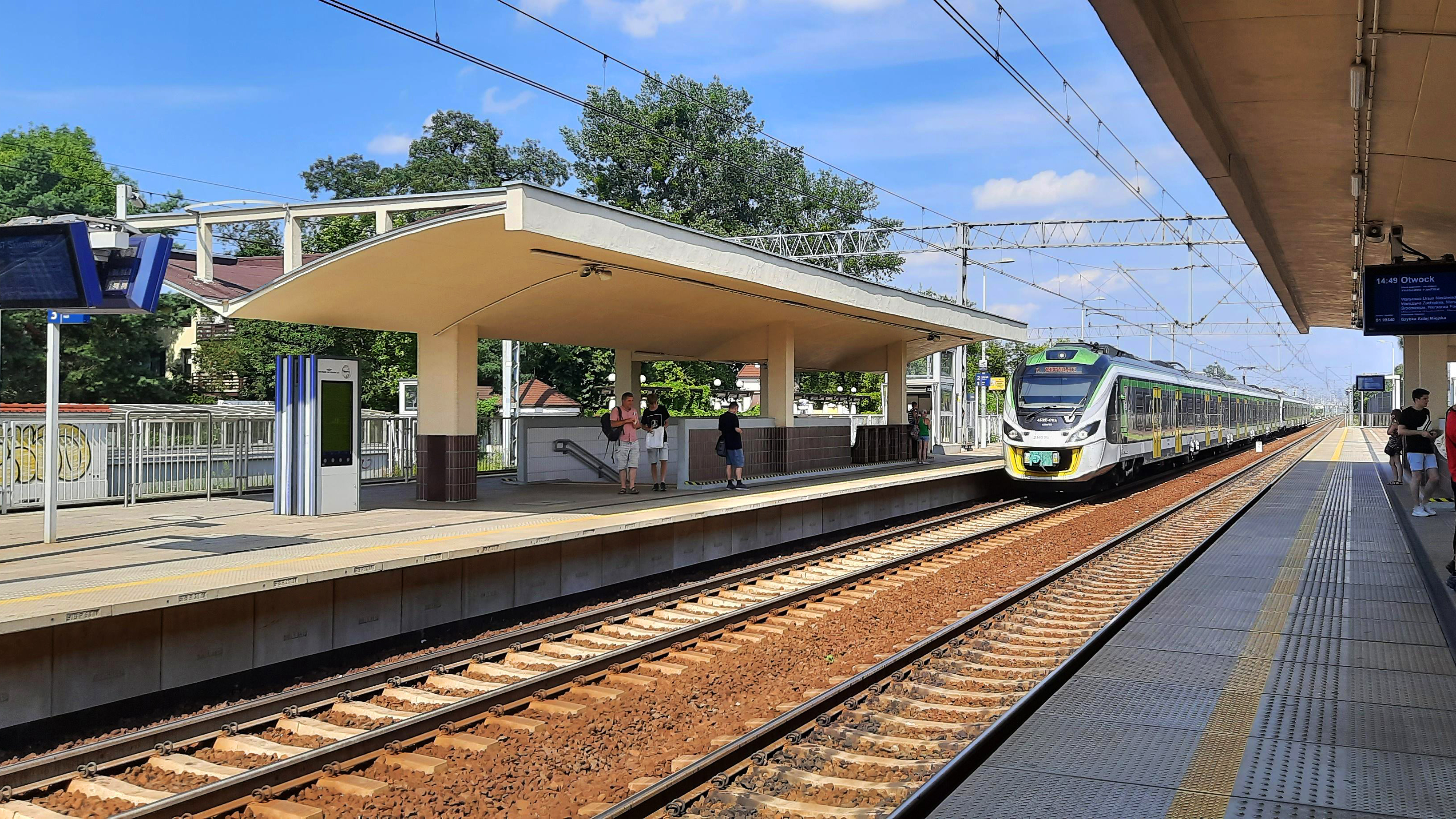
Piastów
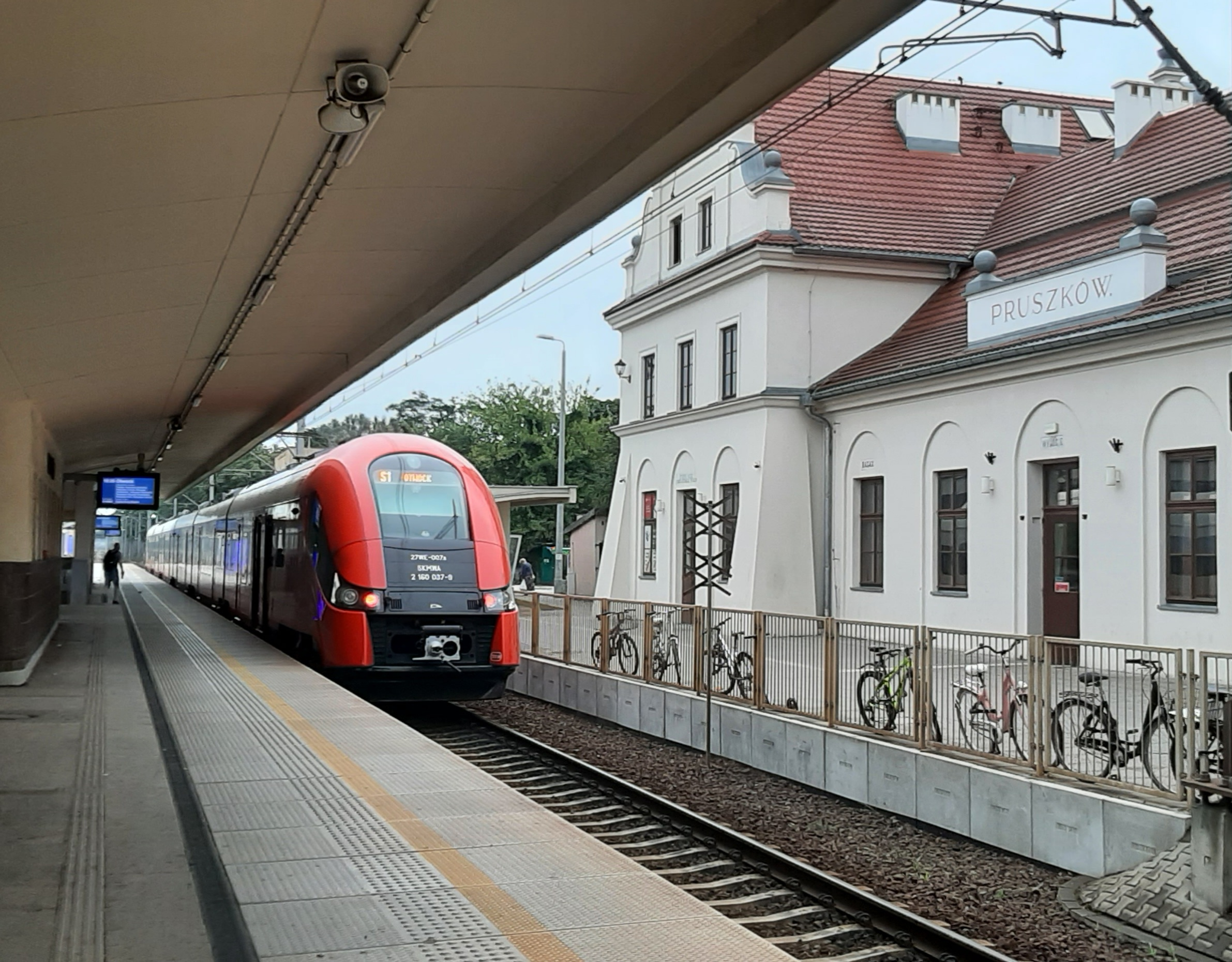
Pruszków
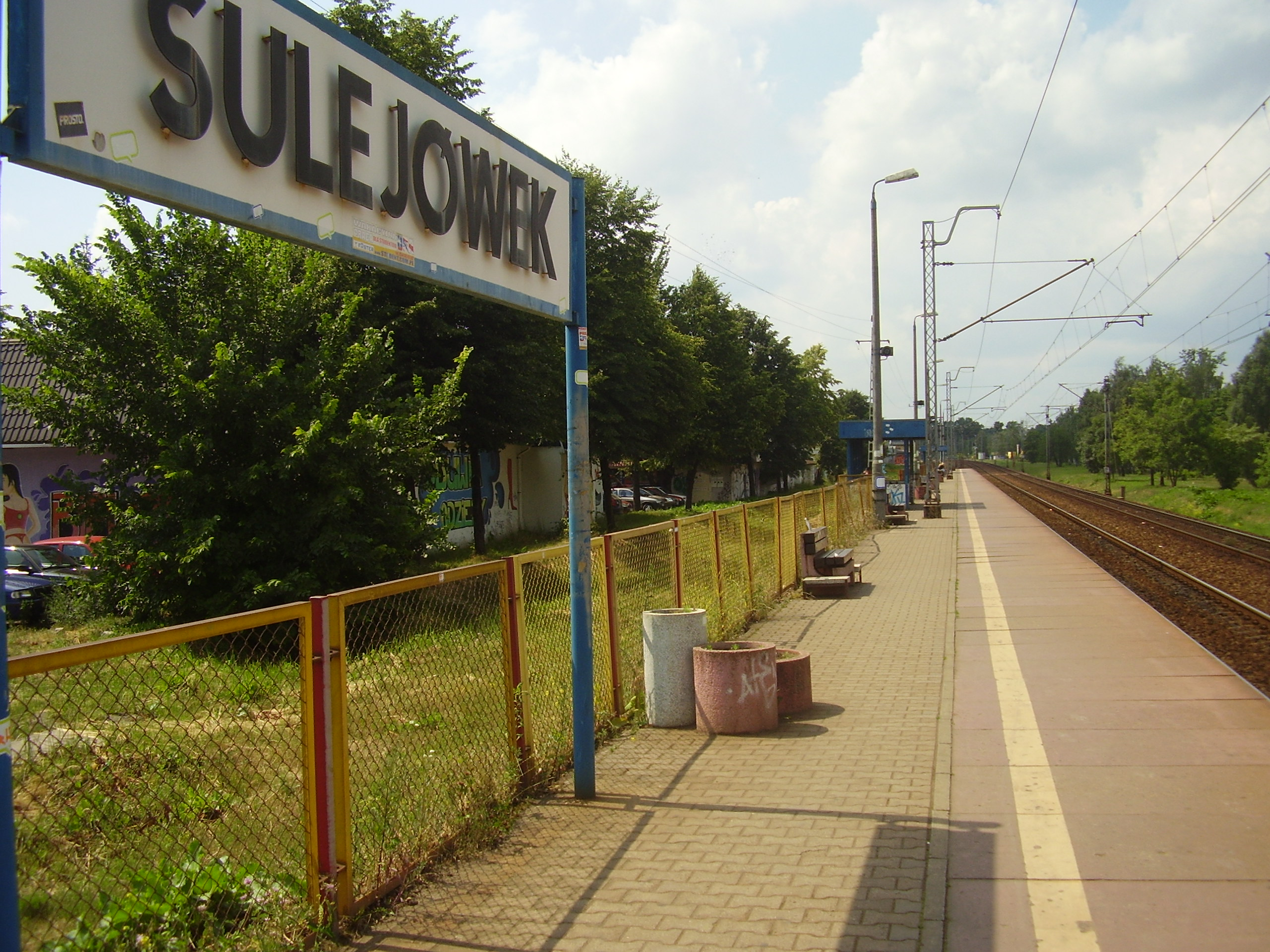
Sulejówek
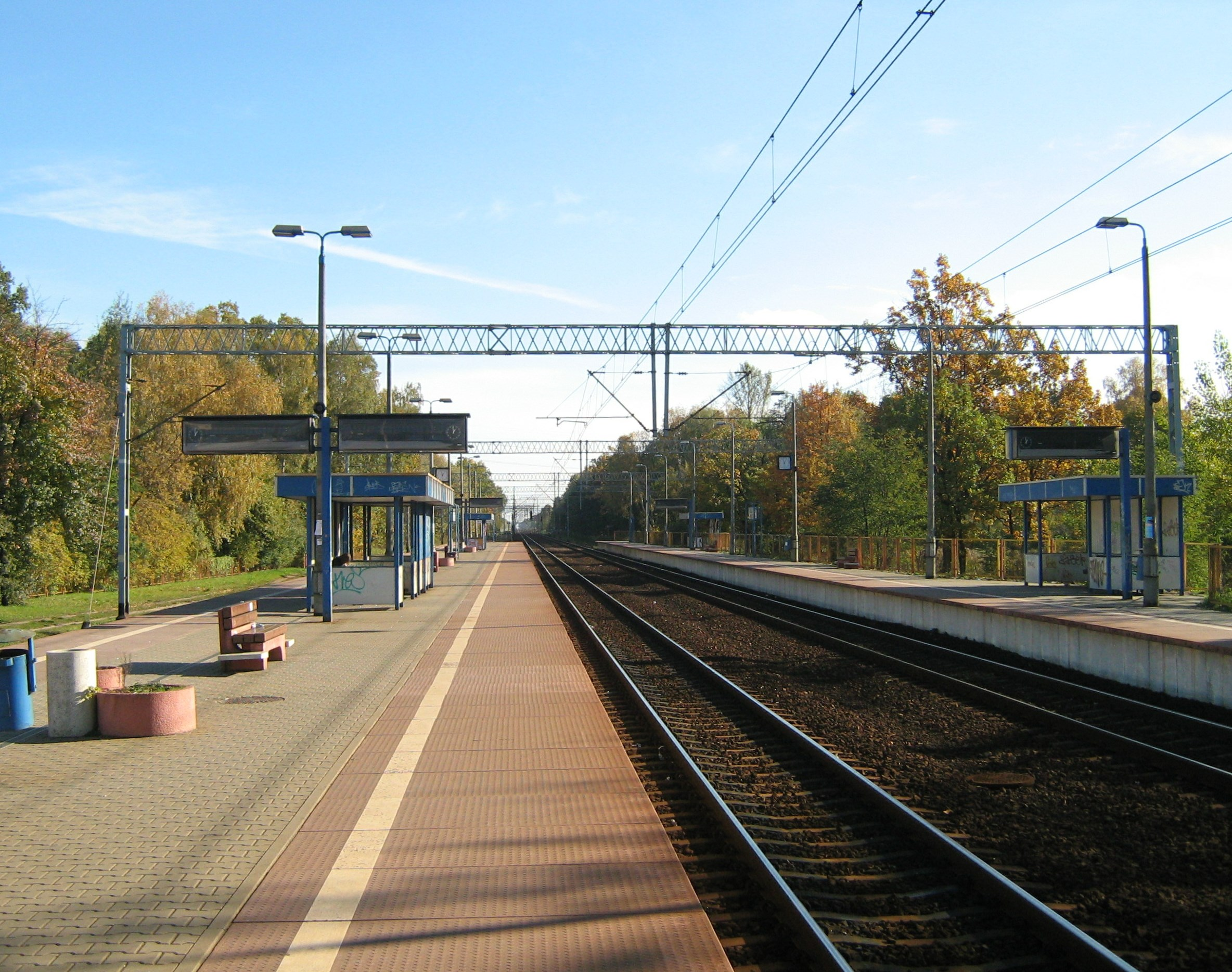
Sulejówek Miłosna
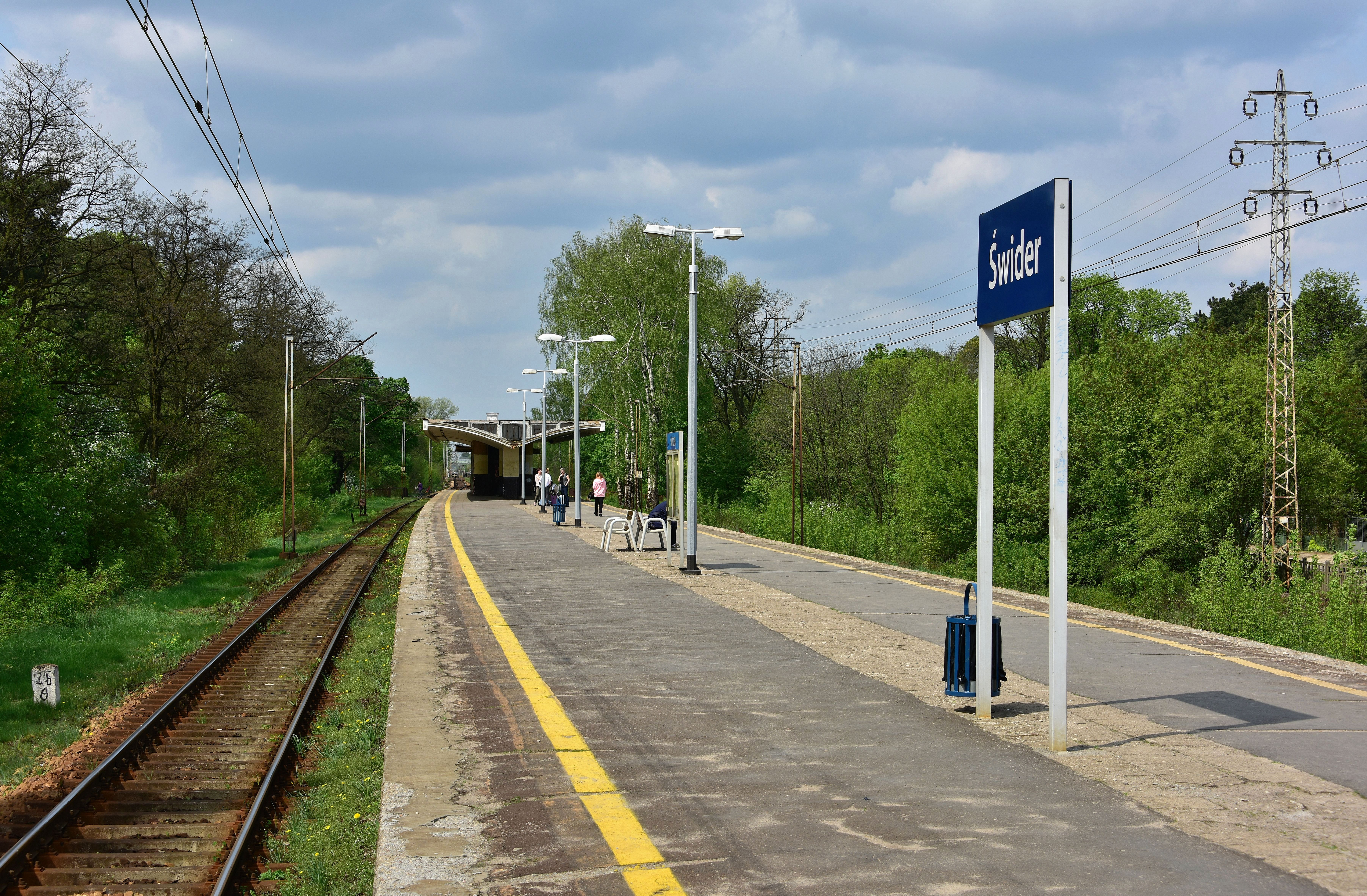
Otwock Świder
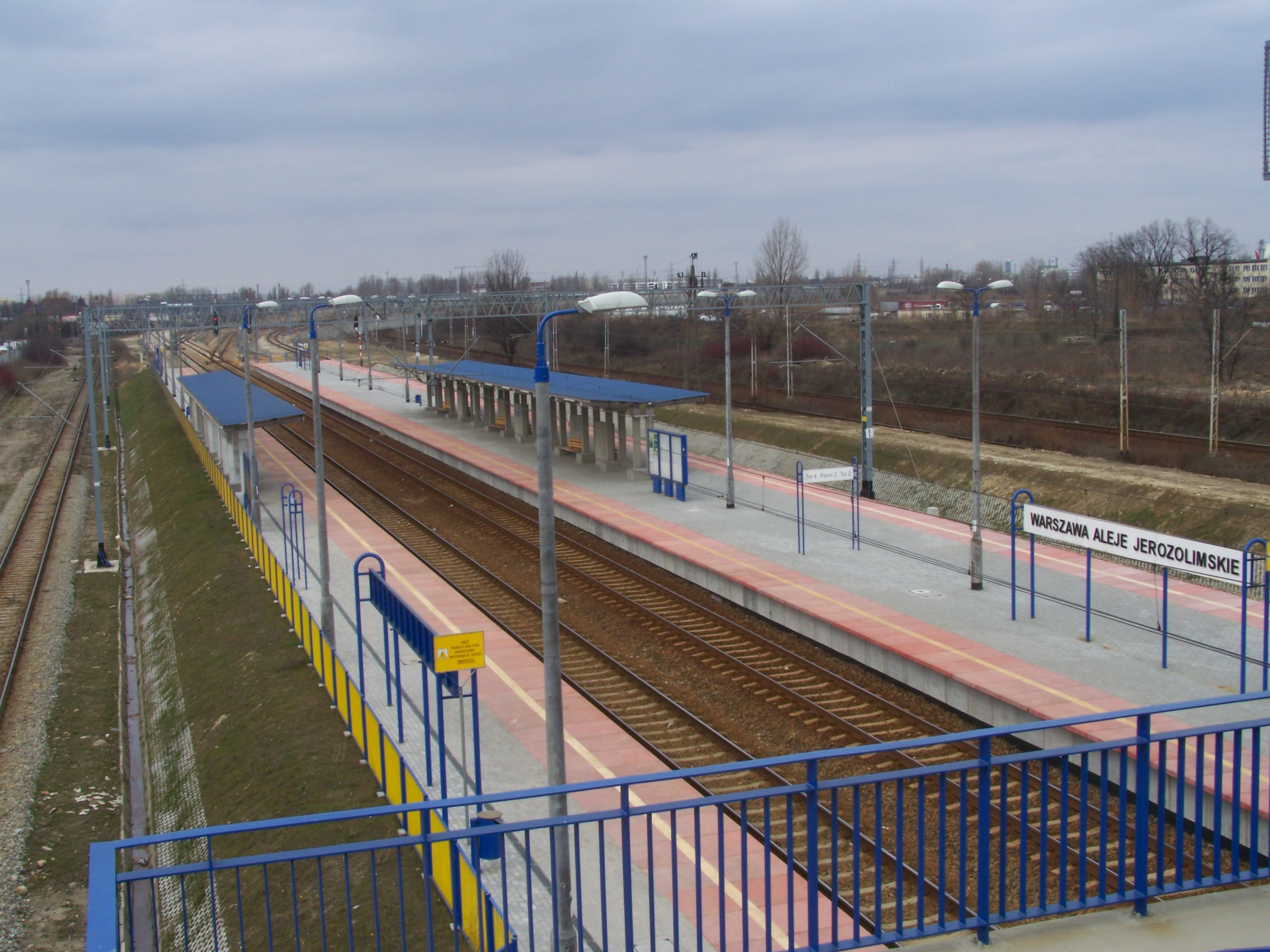
Warszawa Aleje Jerozolimskie
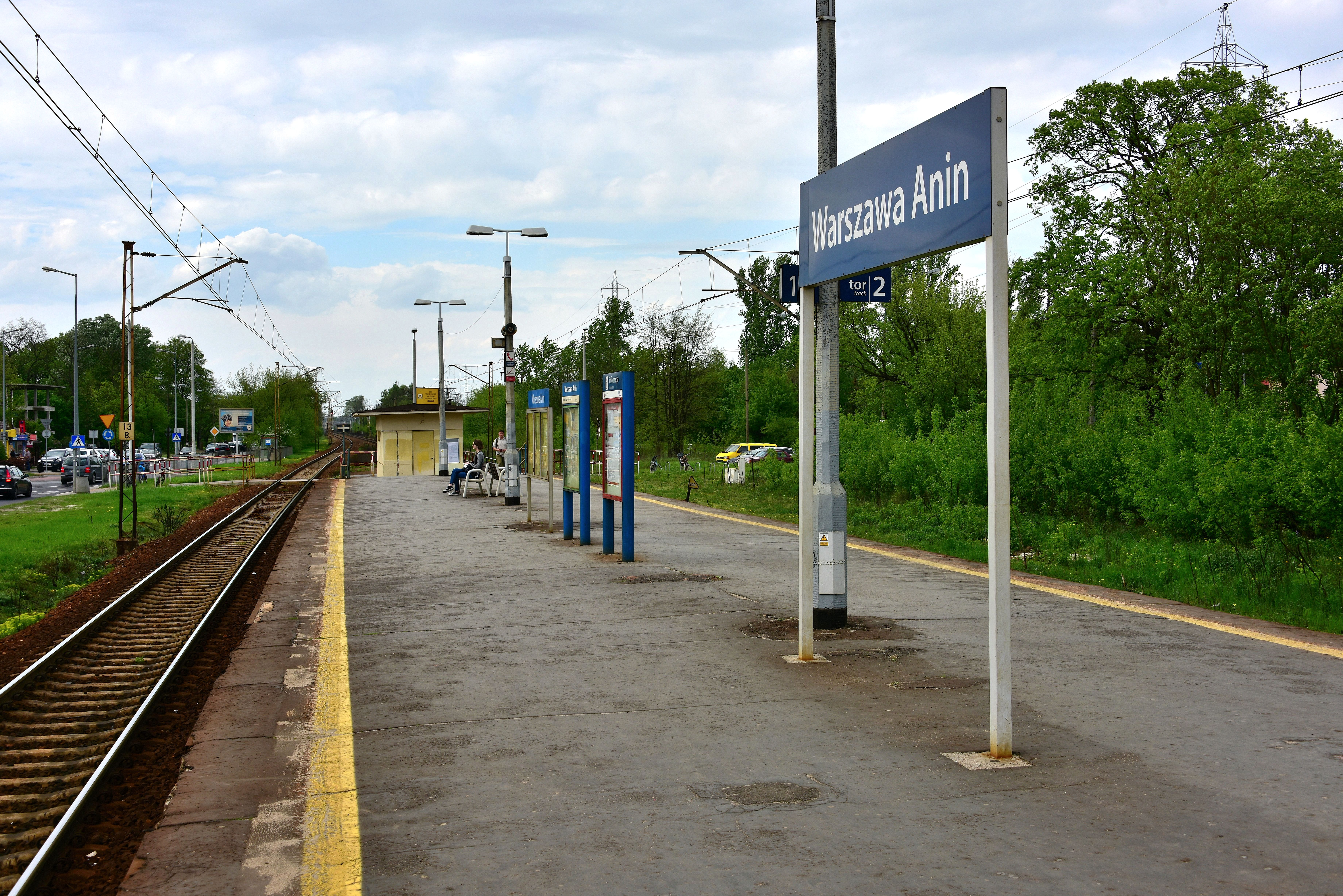
Warszawa Anin
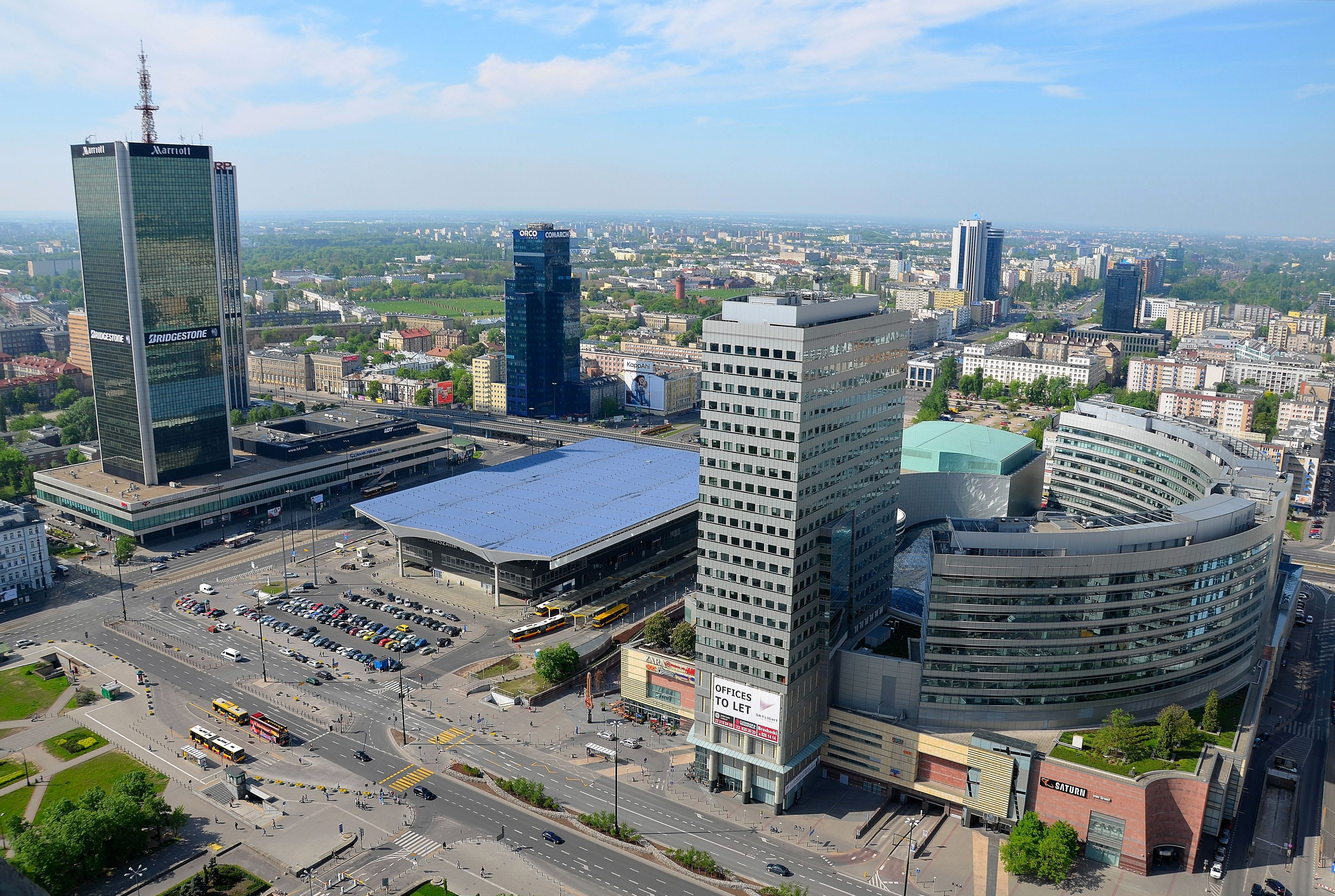
Warszawa Centralna
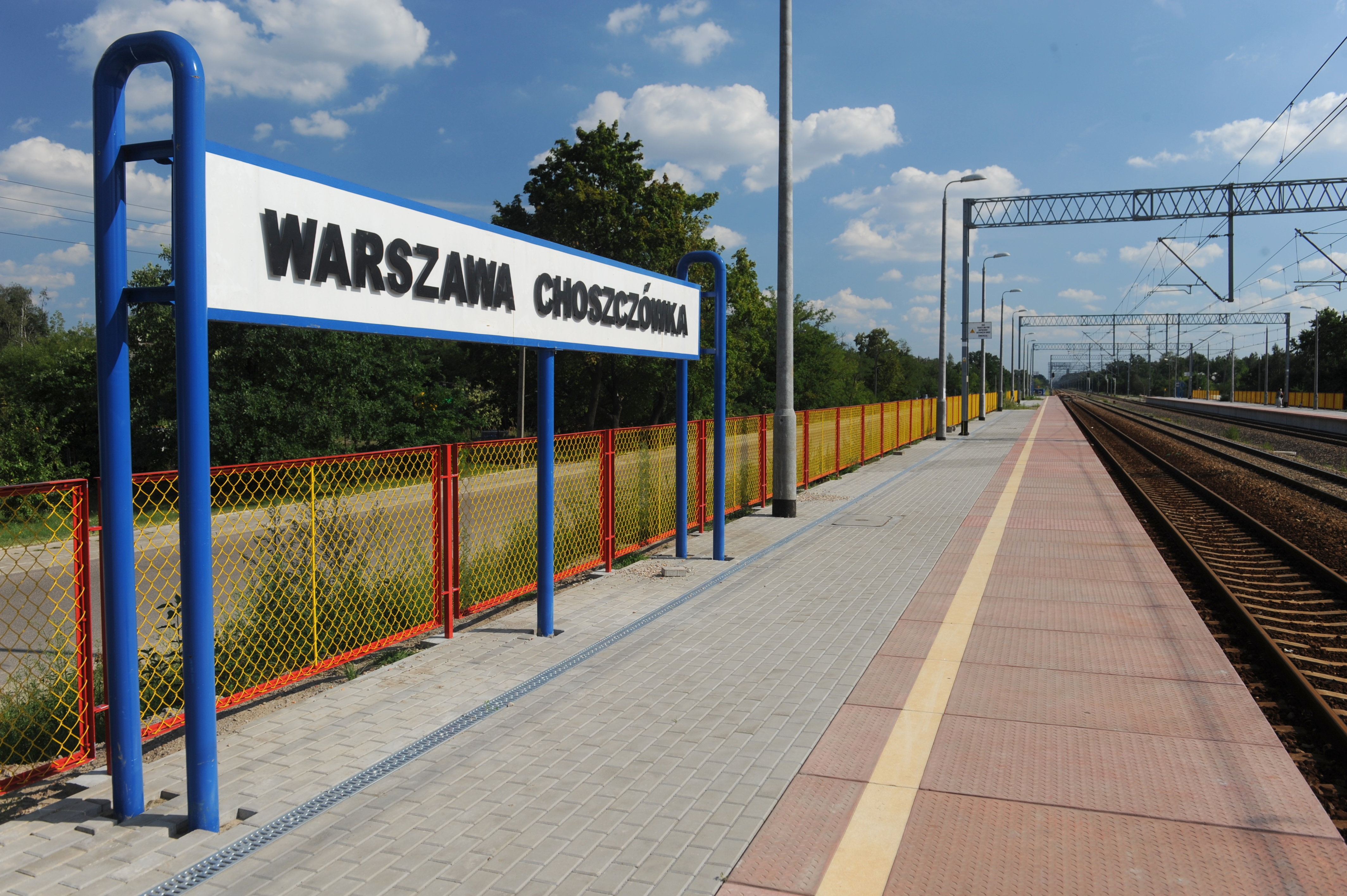
Warszawa Choszczówka
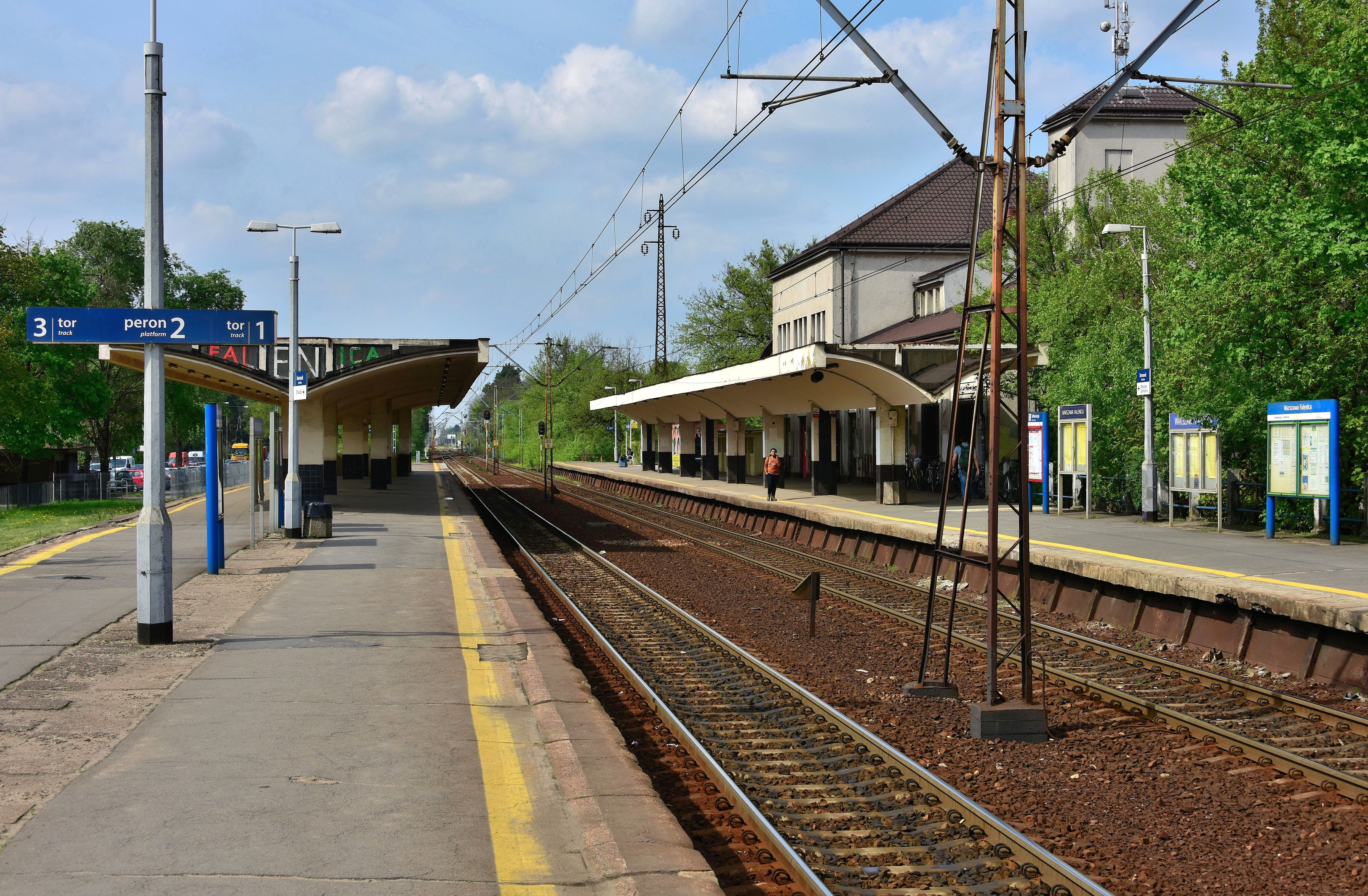
Warszawa Falenica
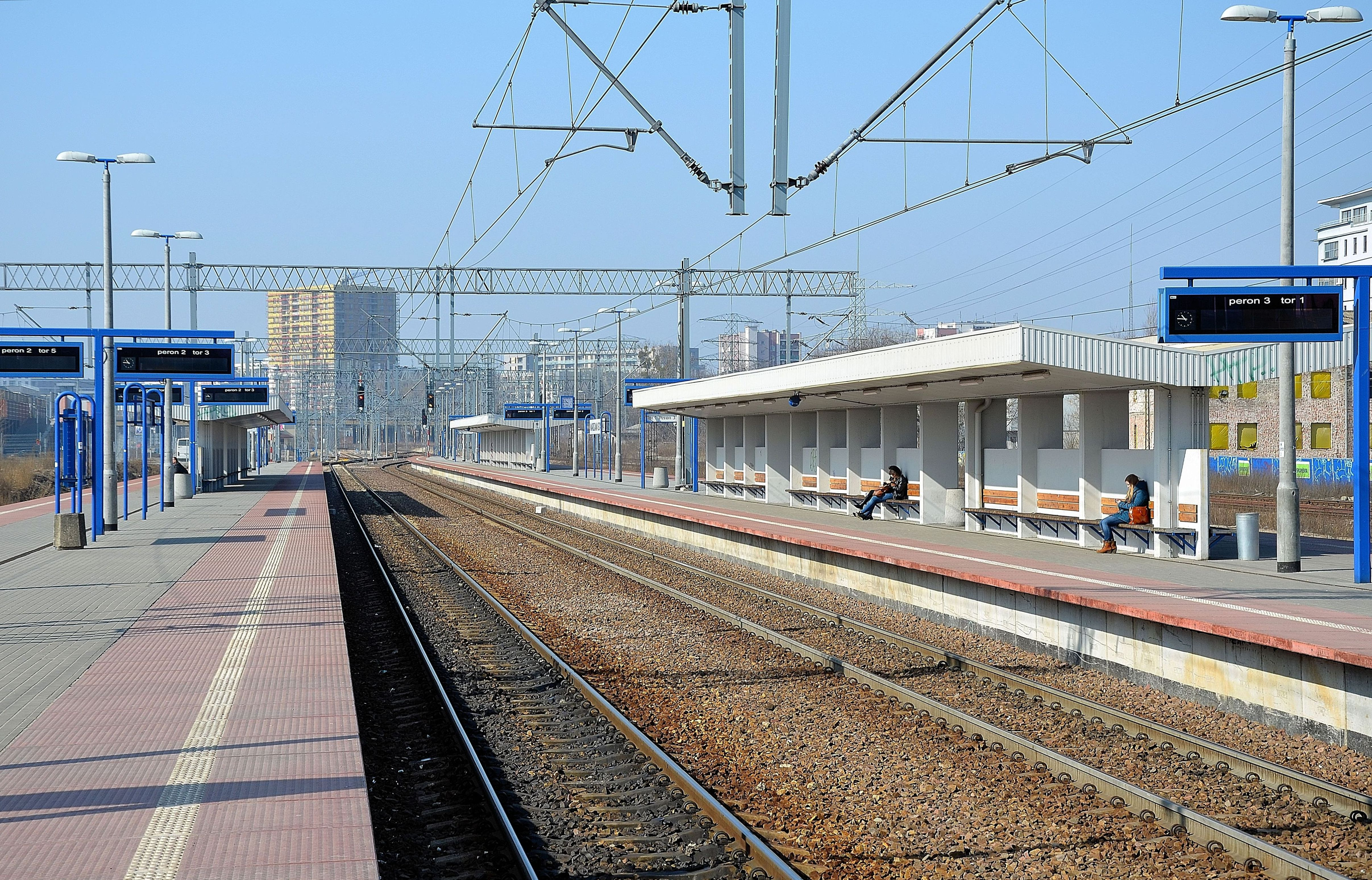
Warszawa Gdańska
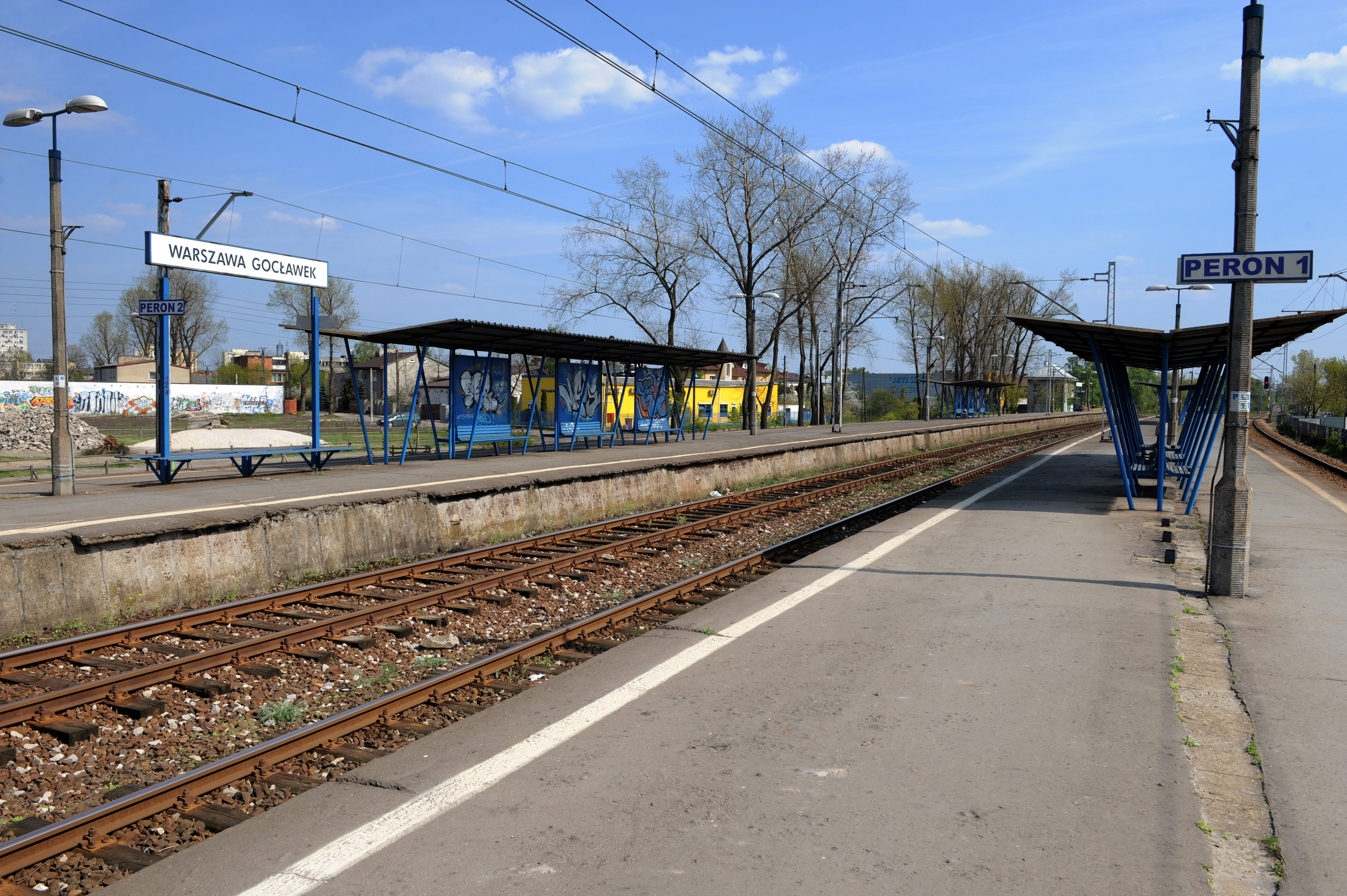
Warszawa Gocławek
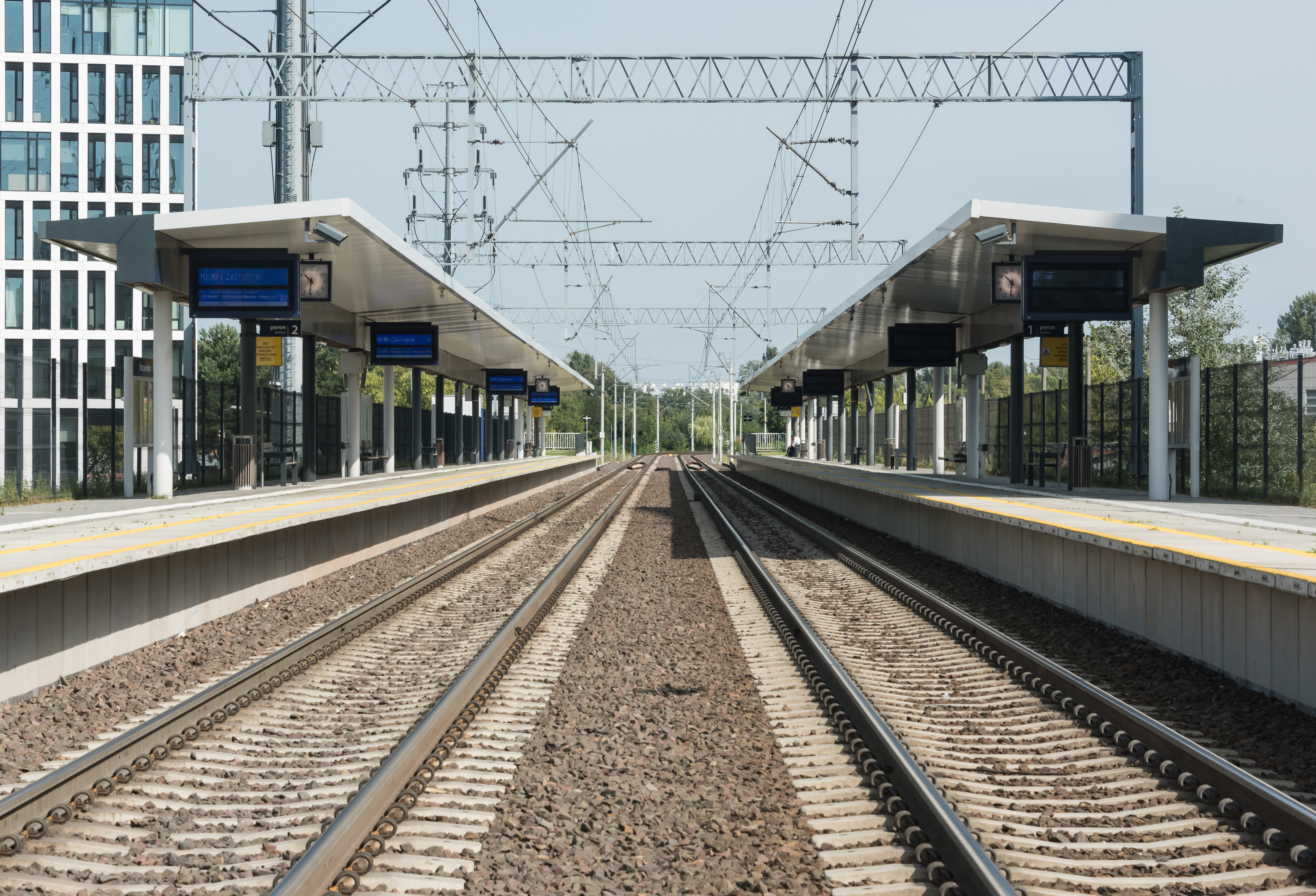
Warszawa Koło
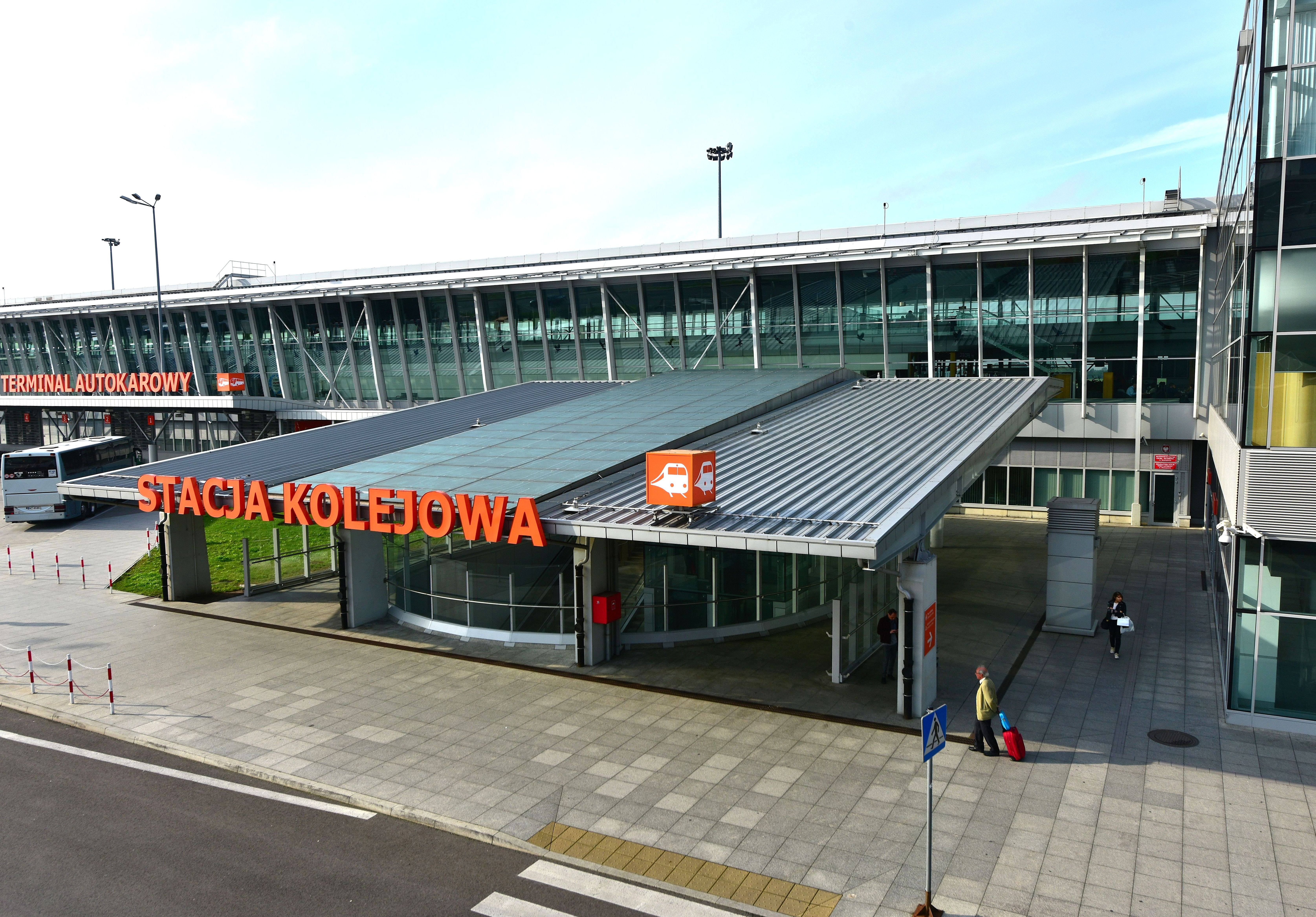
Warszawa Lotnisko Chopina
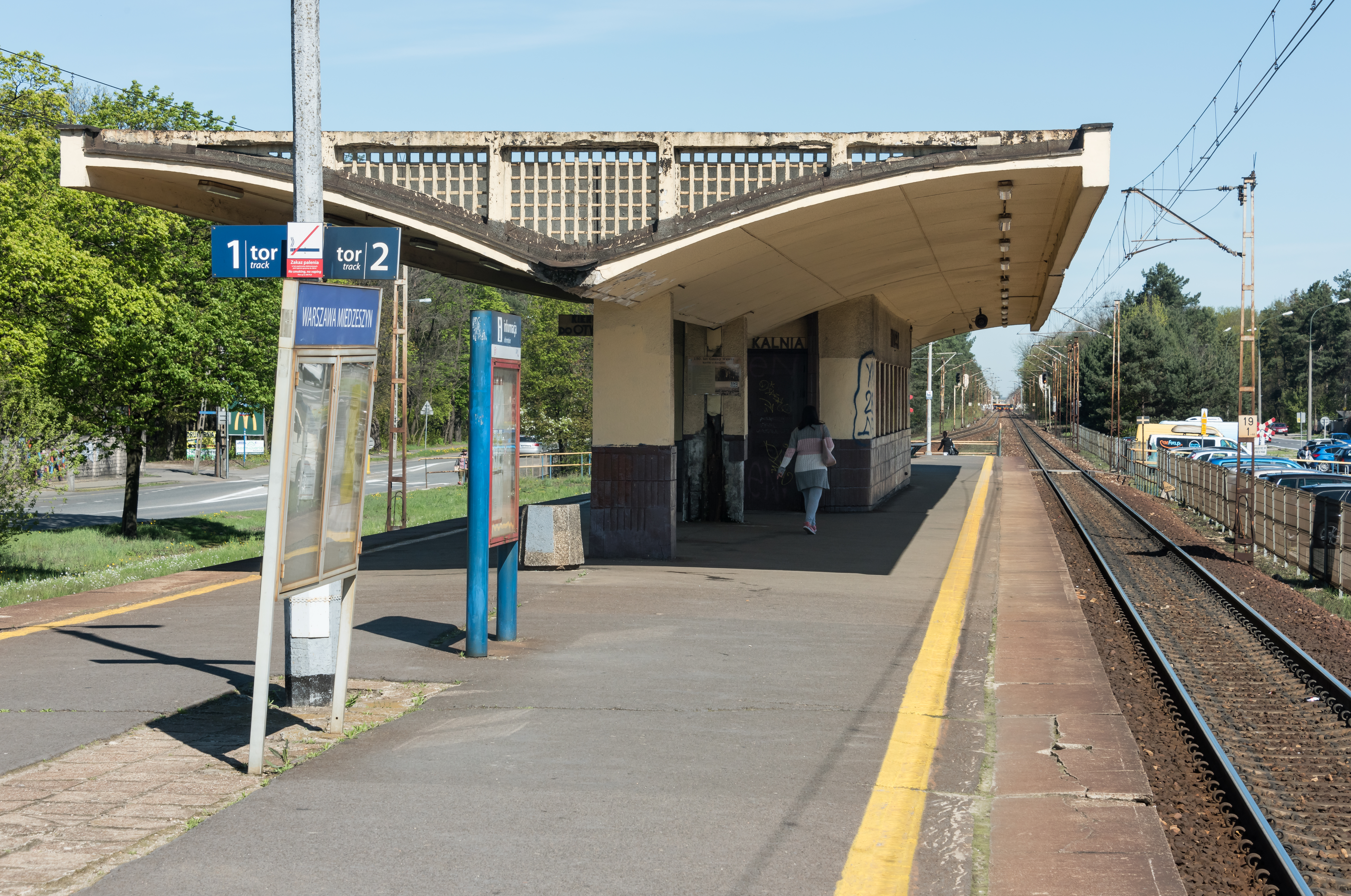
Warszawa Miedzeszyn
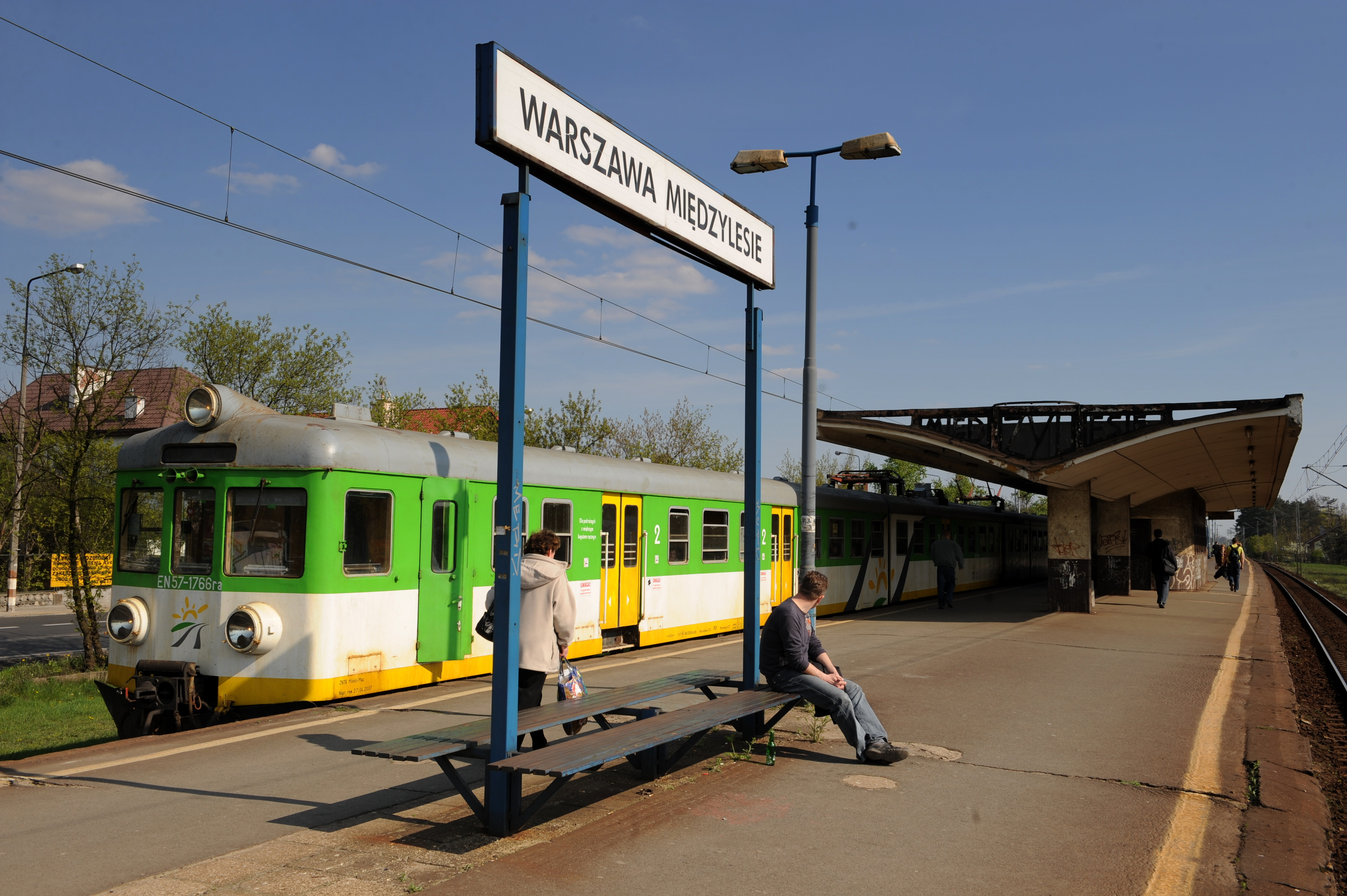
Warszawa Międzylesie
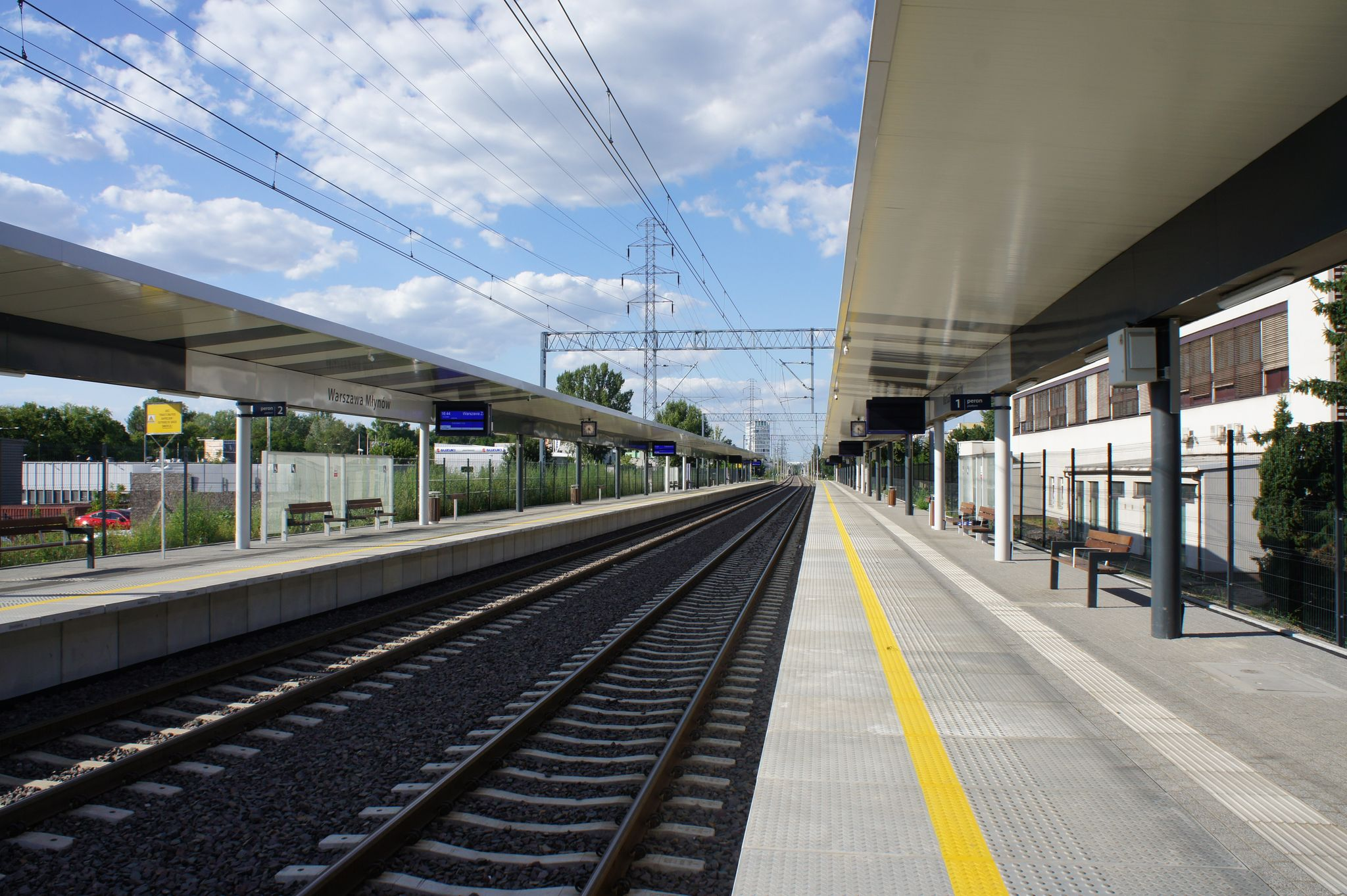
Warszawa Młynów
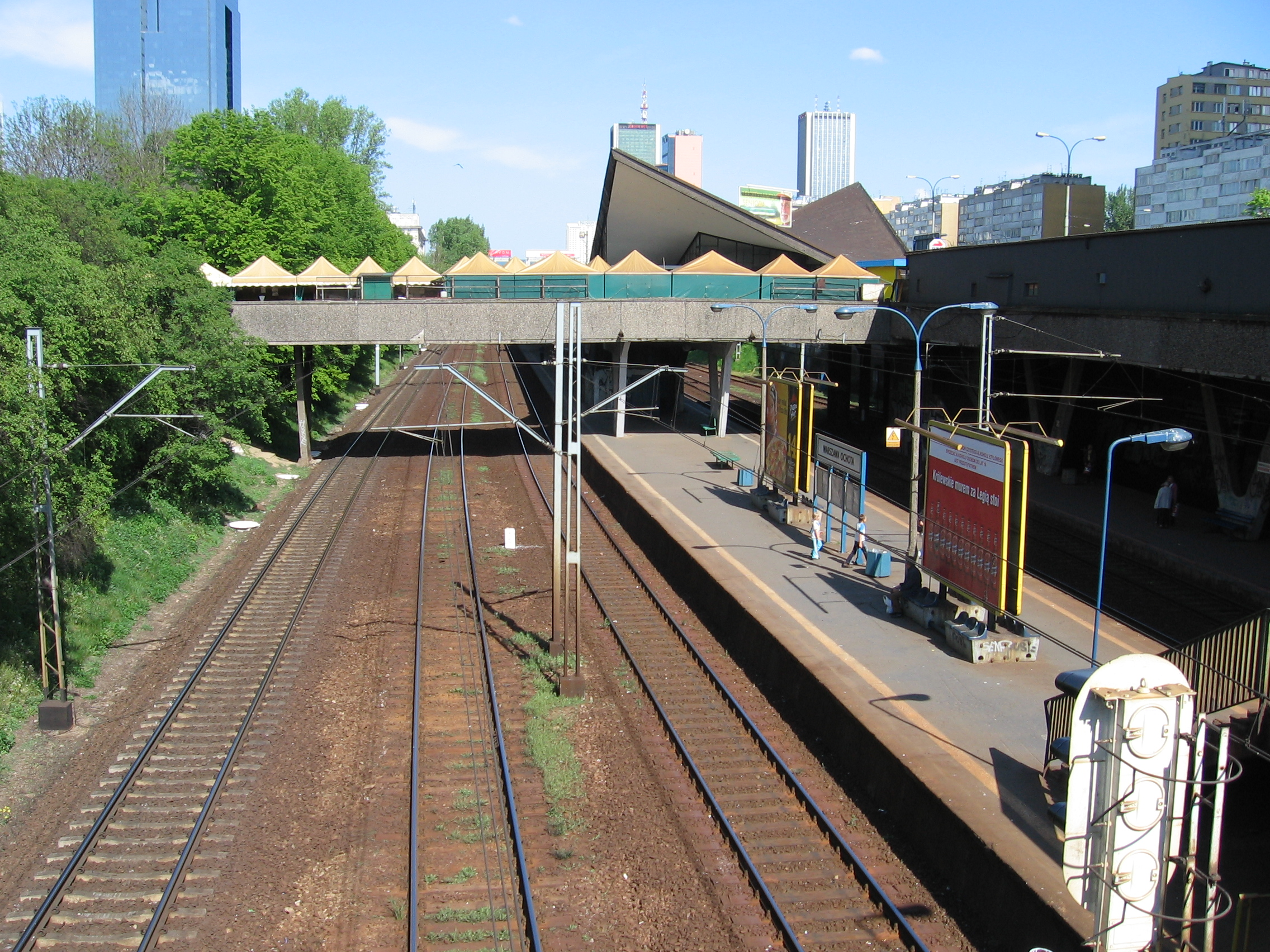
Warszawa Ochota
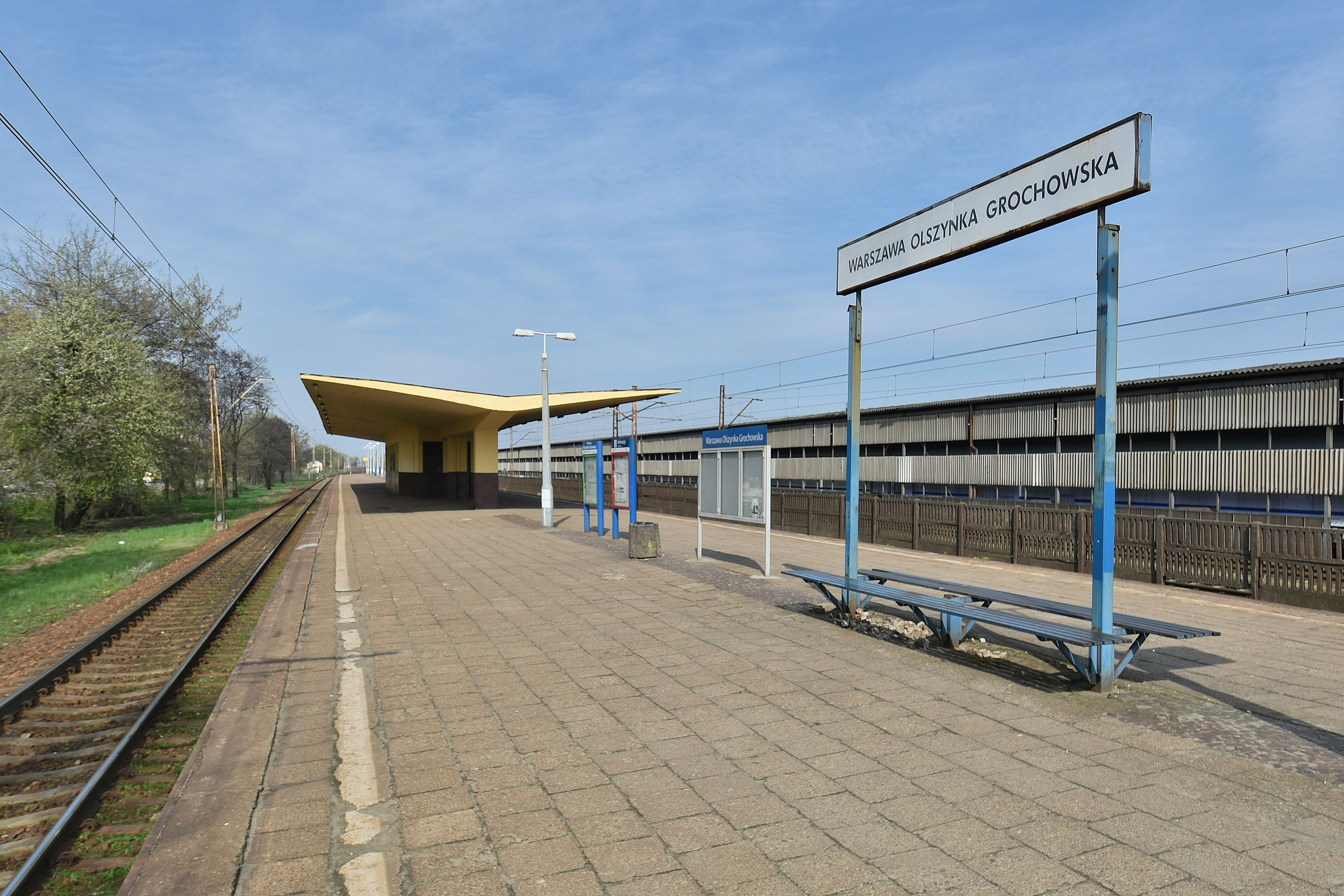
Warszawa Olszynka Grochowska
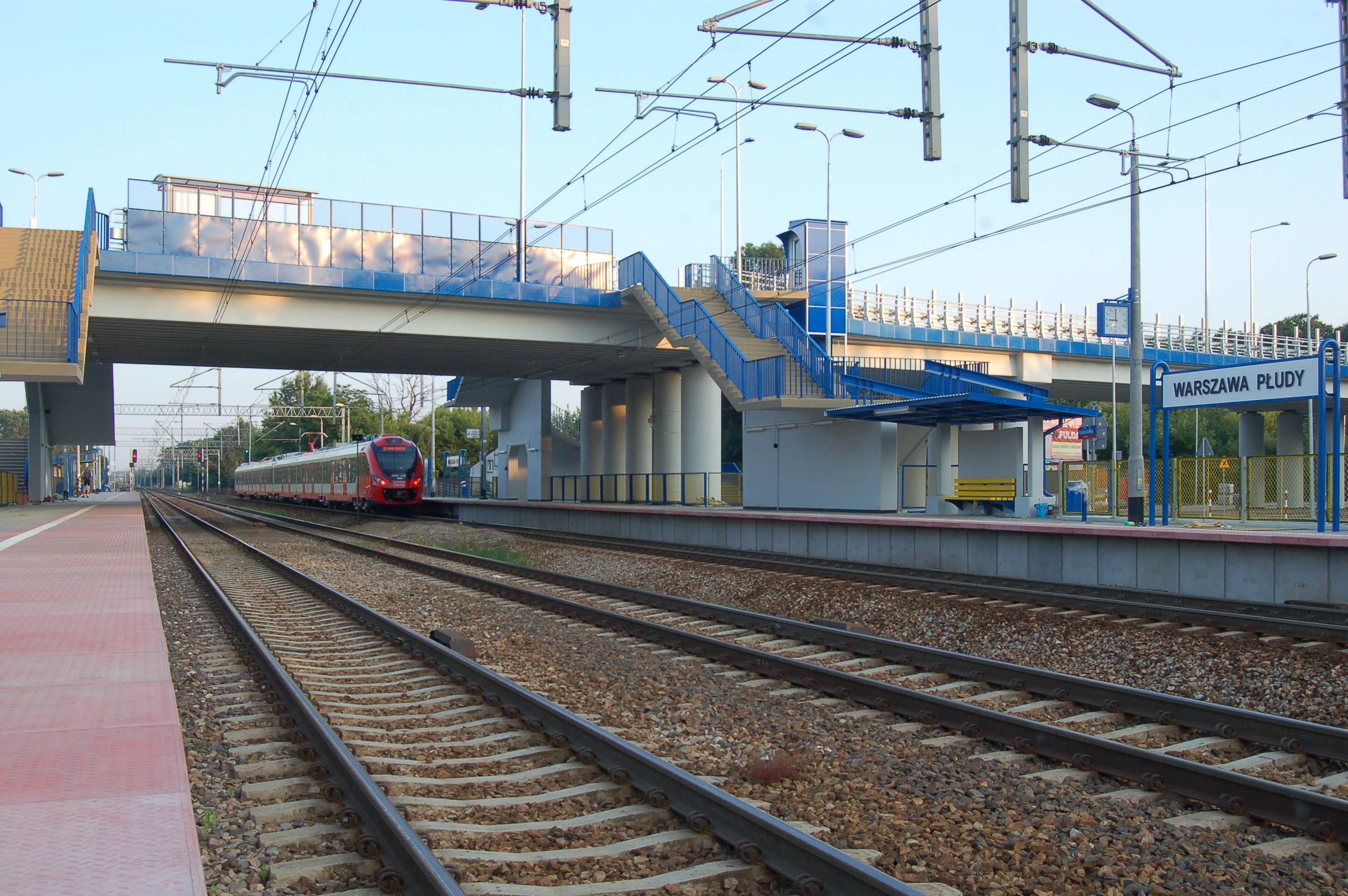
Warszawa Płudy
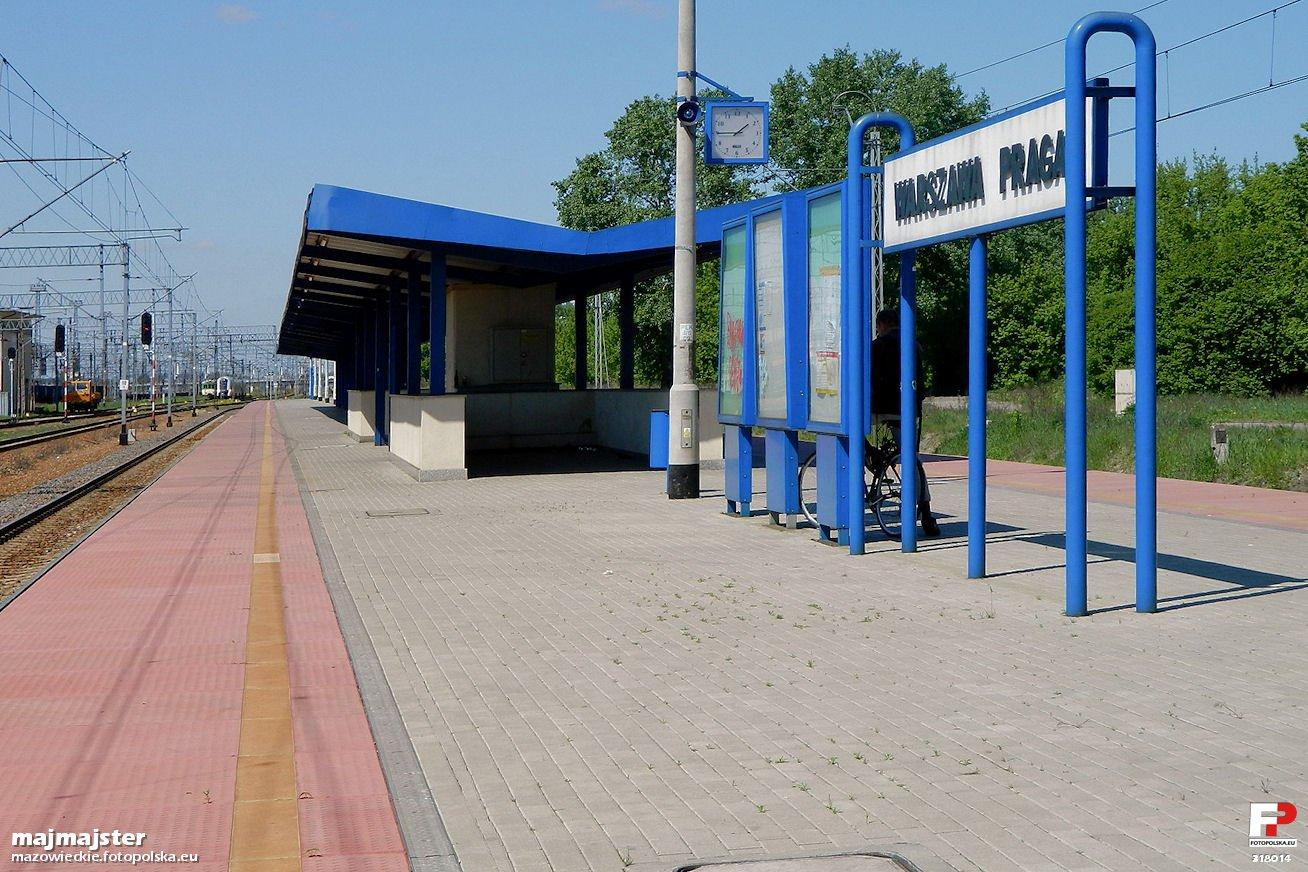
Warszawa Praga
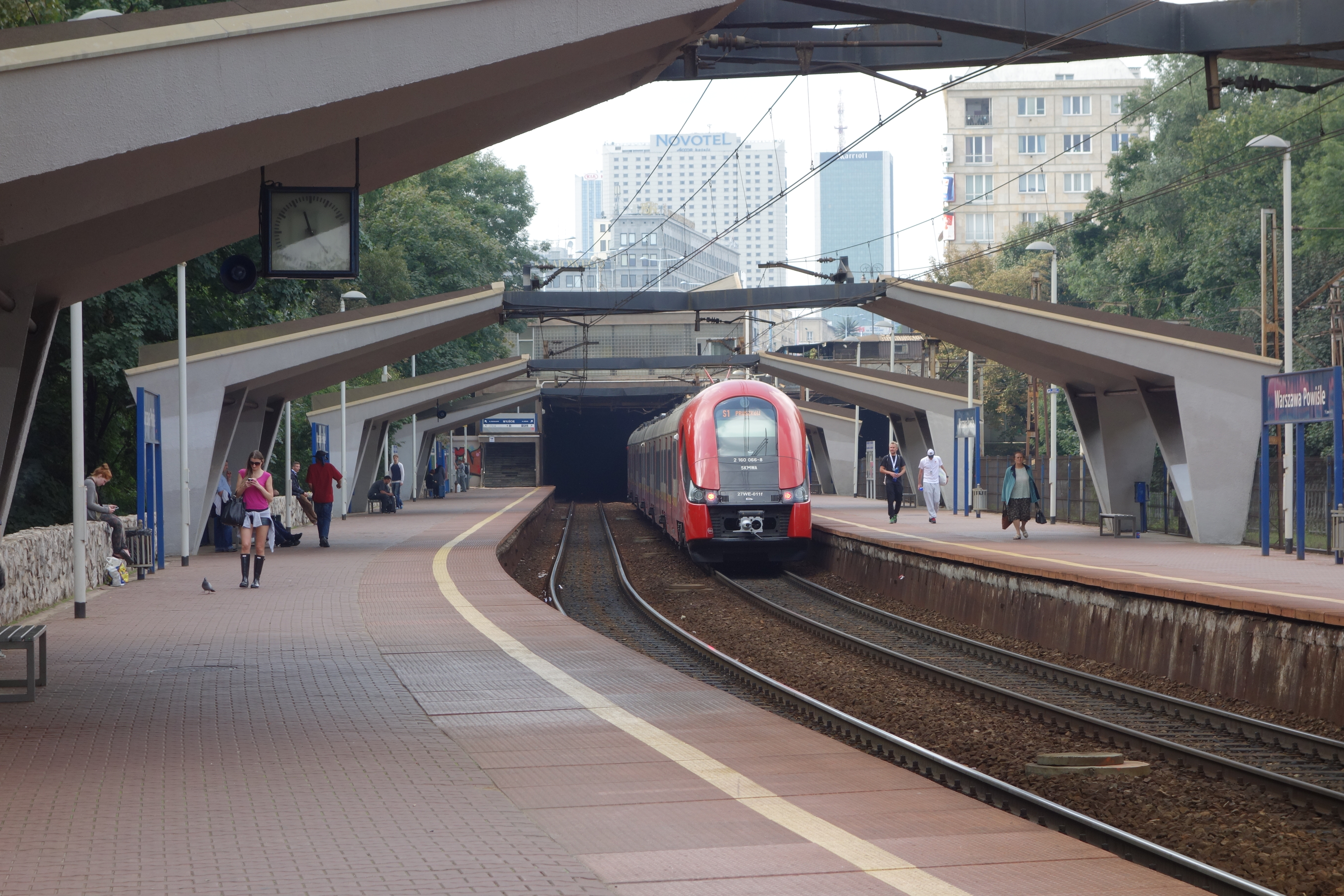
Warszawa Powiśle
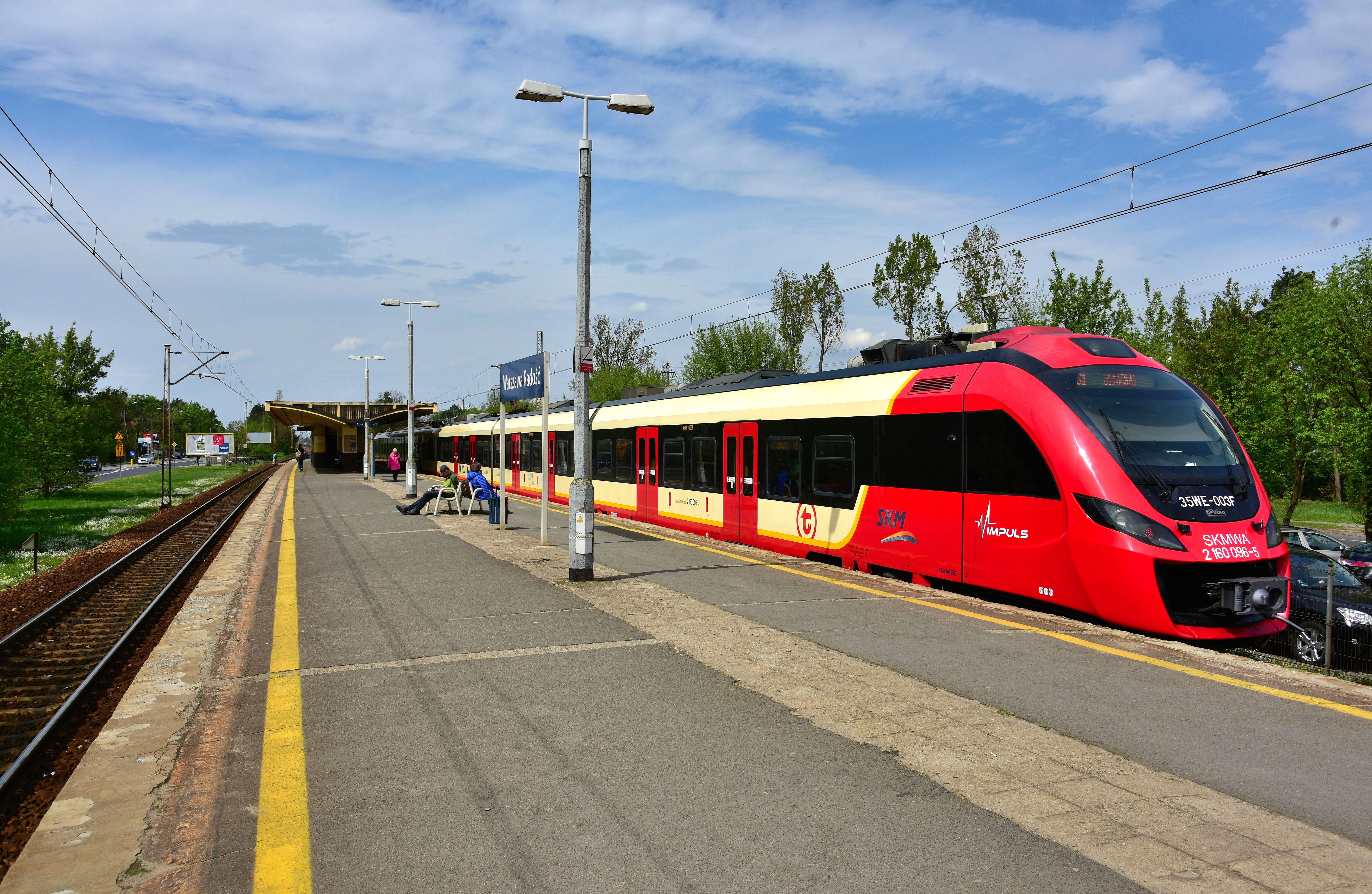
Warszawa Radość
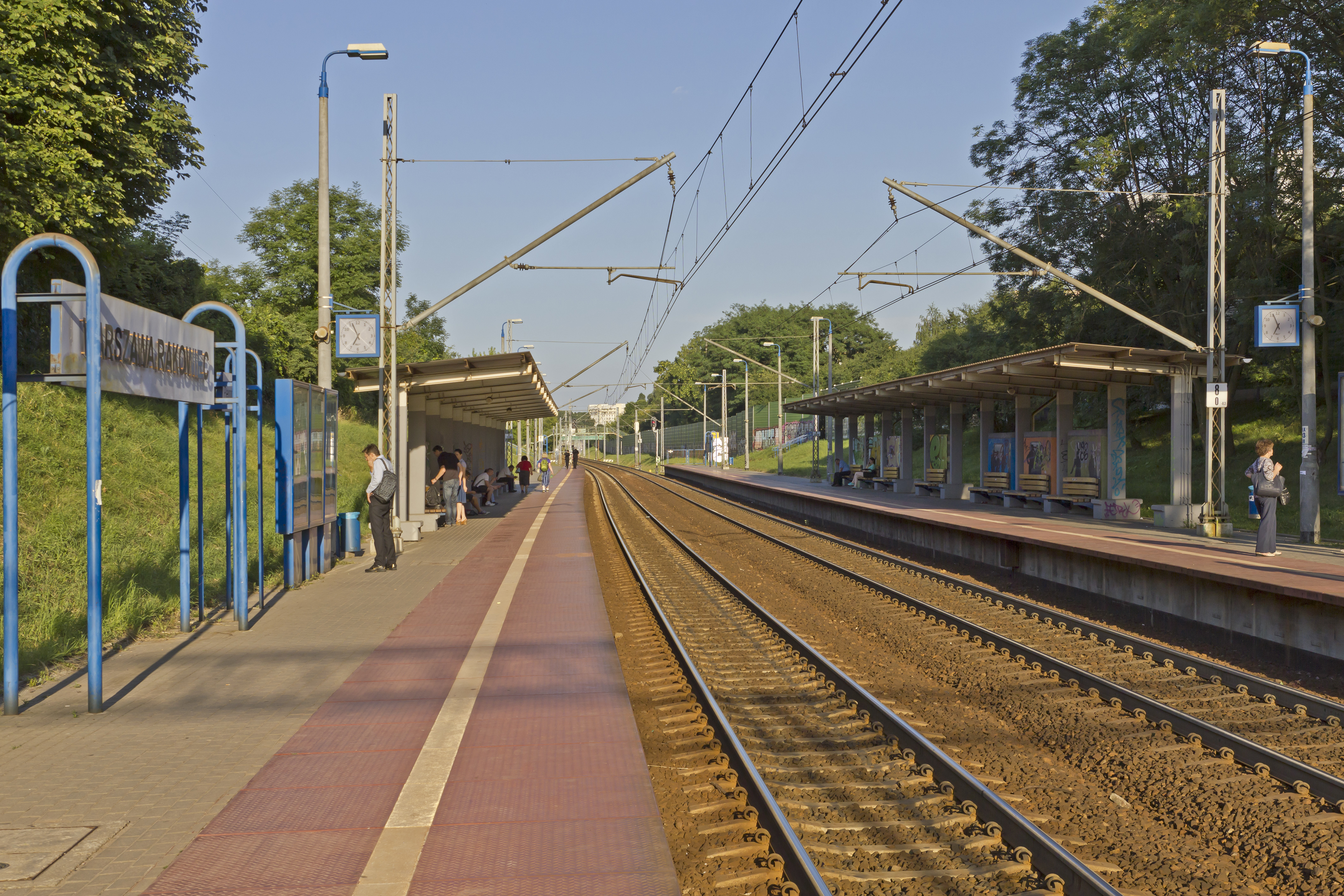
Warszawa Rakowiec
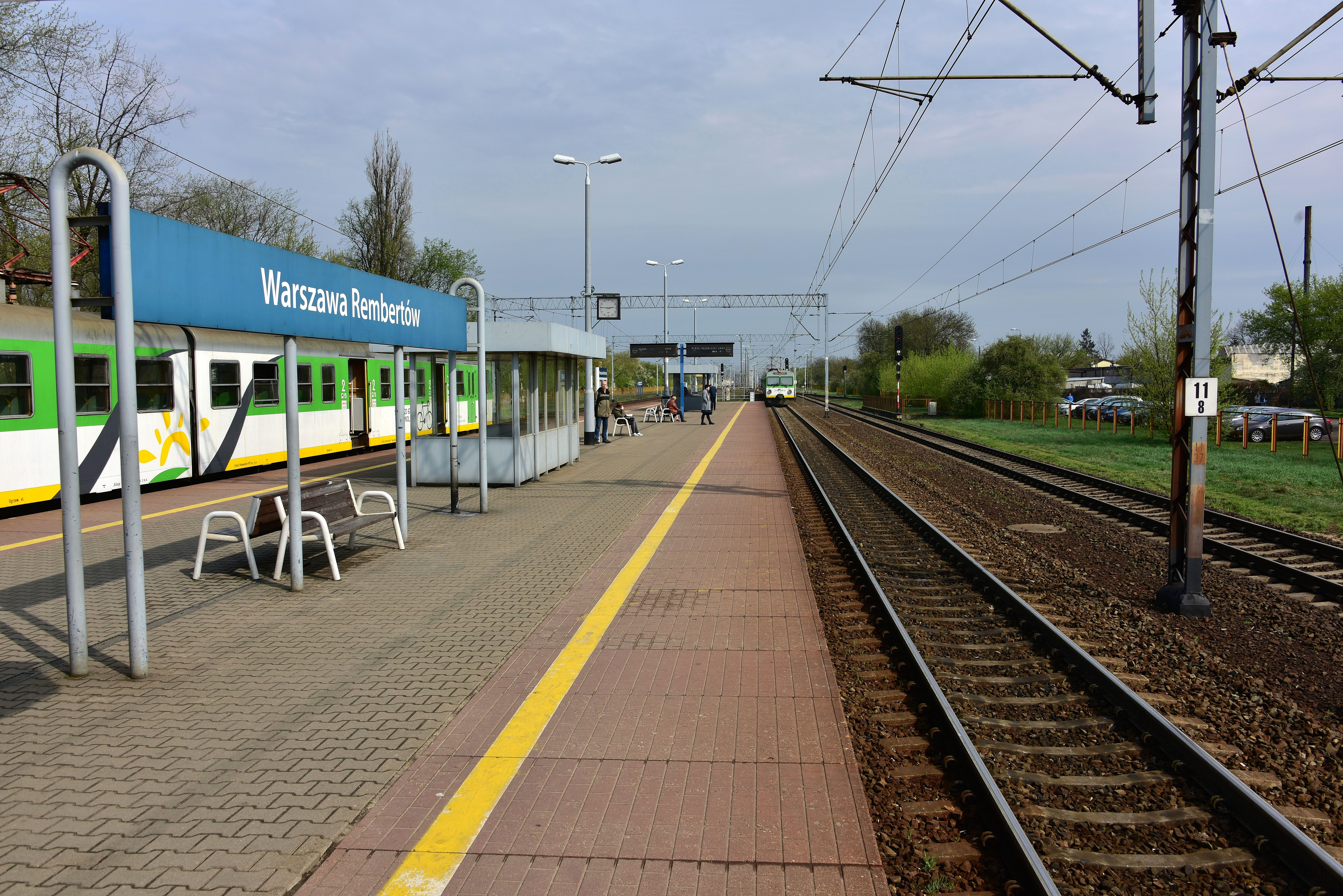
Warszawa Rembertów
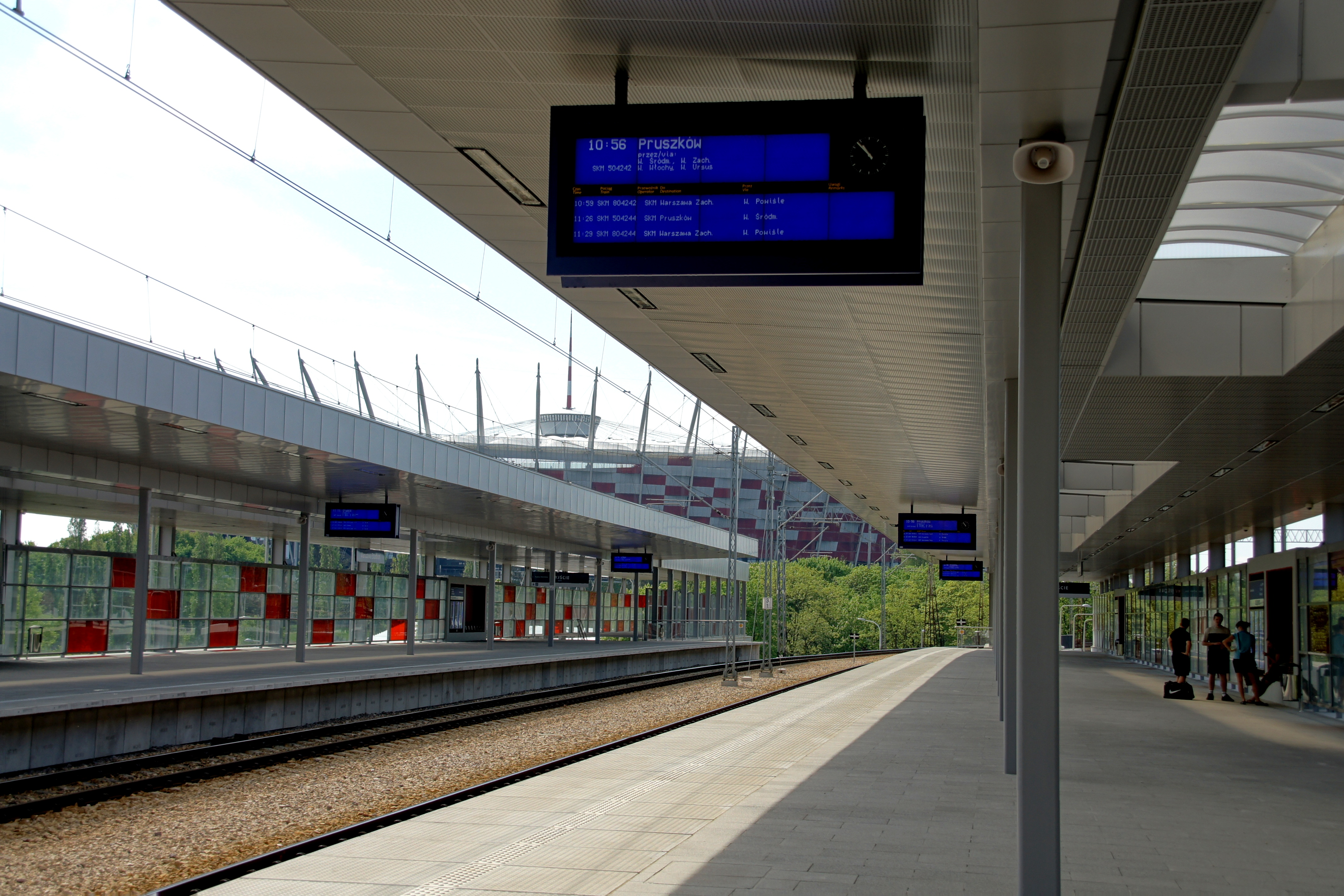
Warszawa Stadion
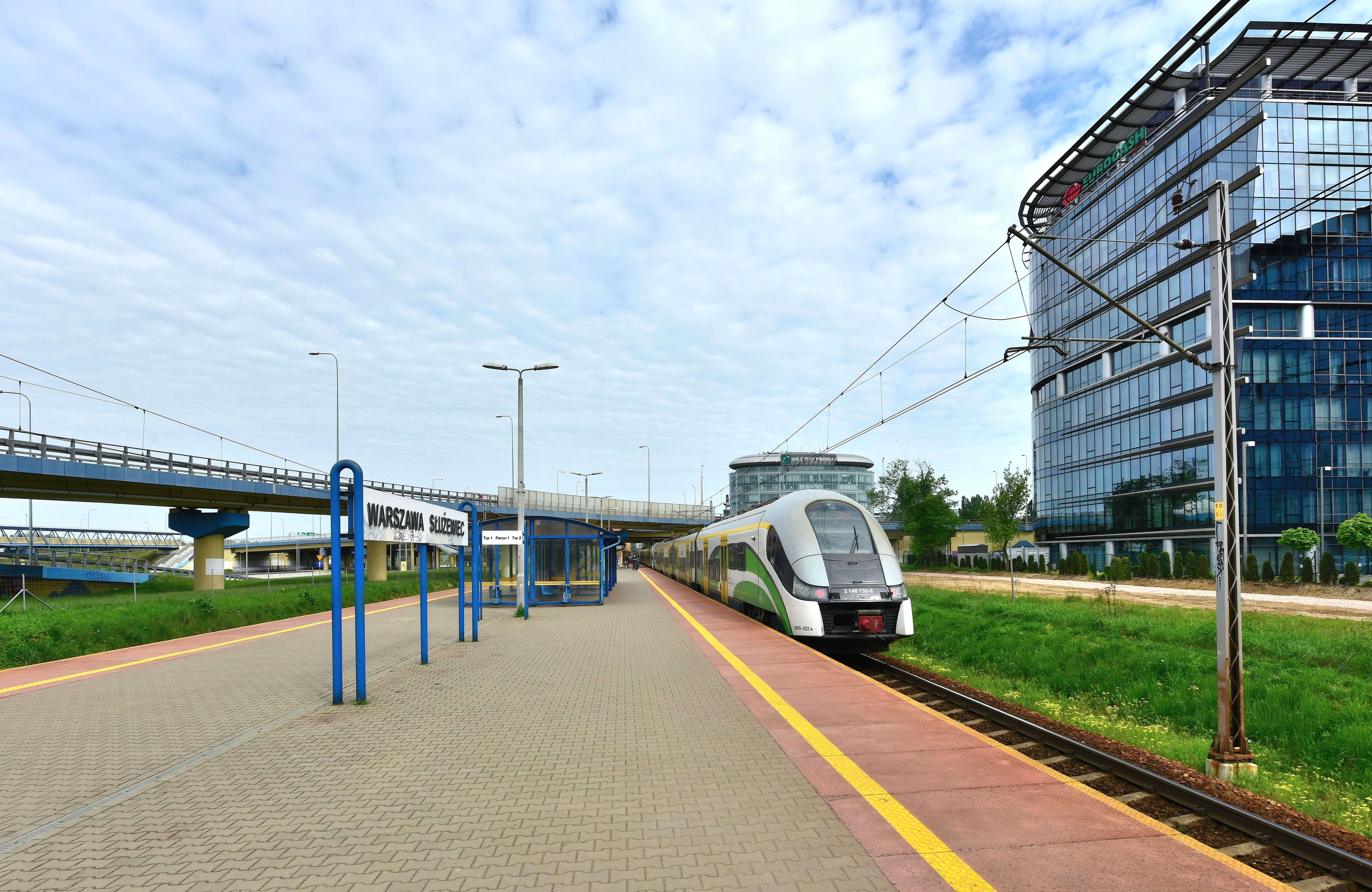
Warszawa Służewiec
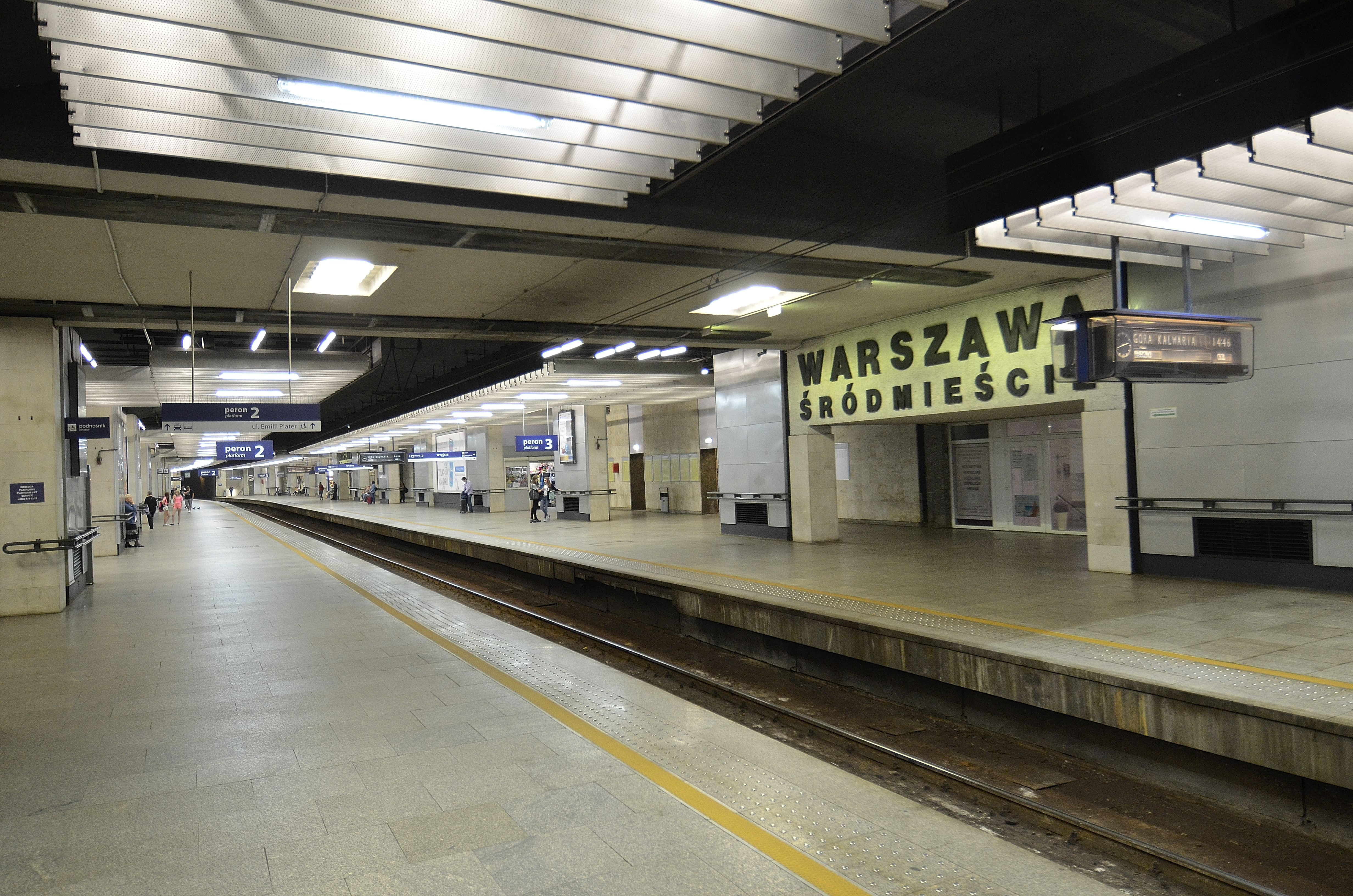
Warszawa Śródmieście
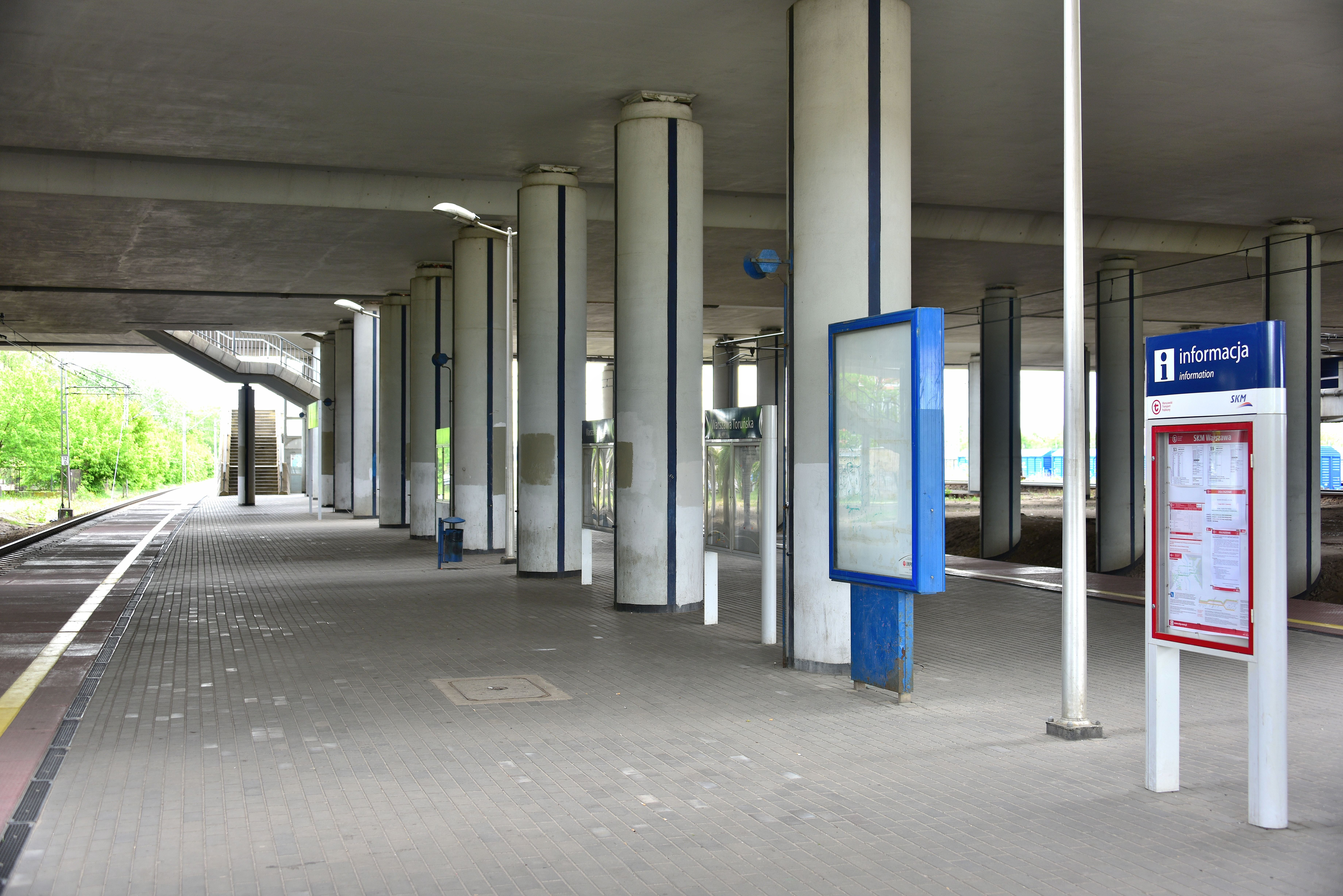
Warszawa Toruńska
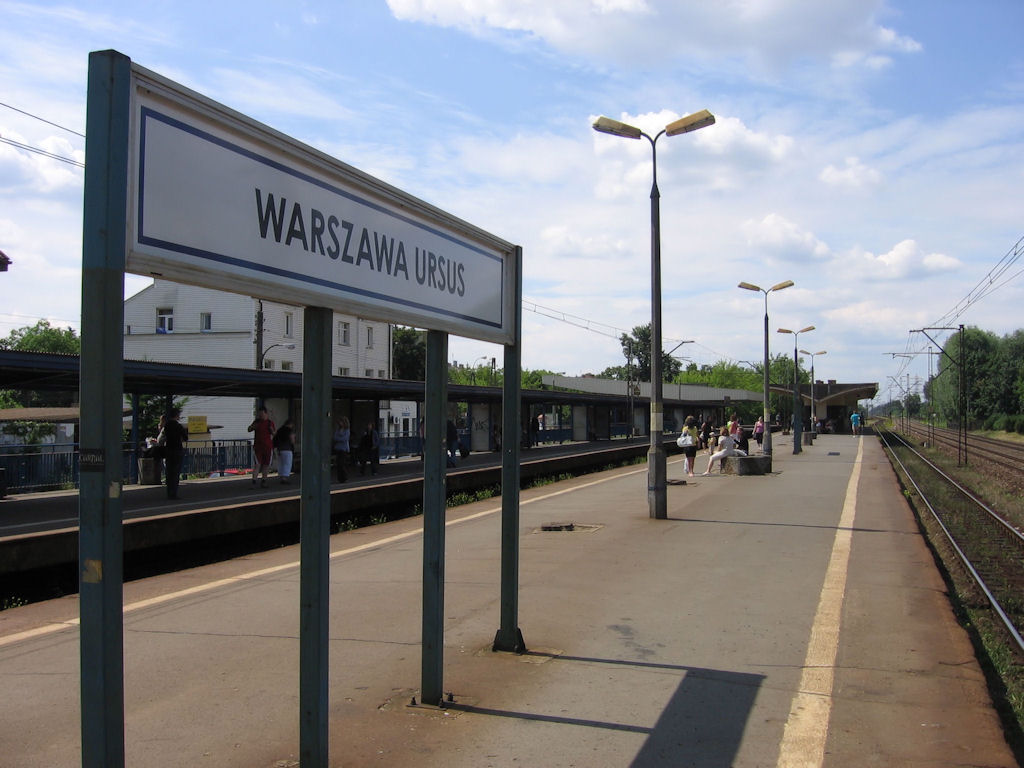
Warszawa Ursus
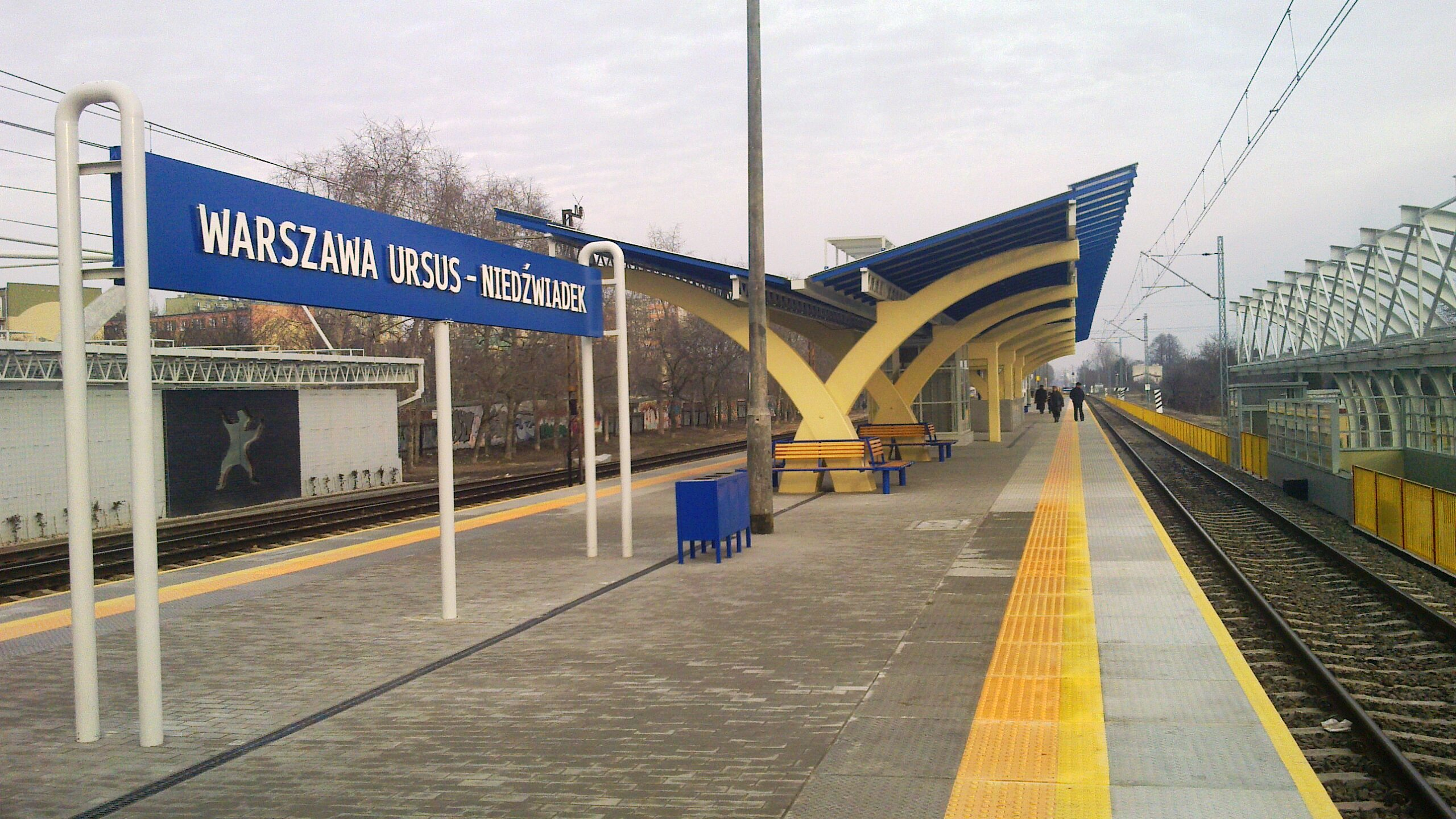
Warszawa Ursus Niedźwiadek
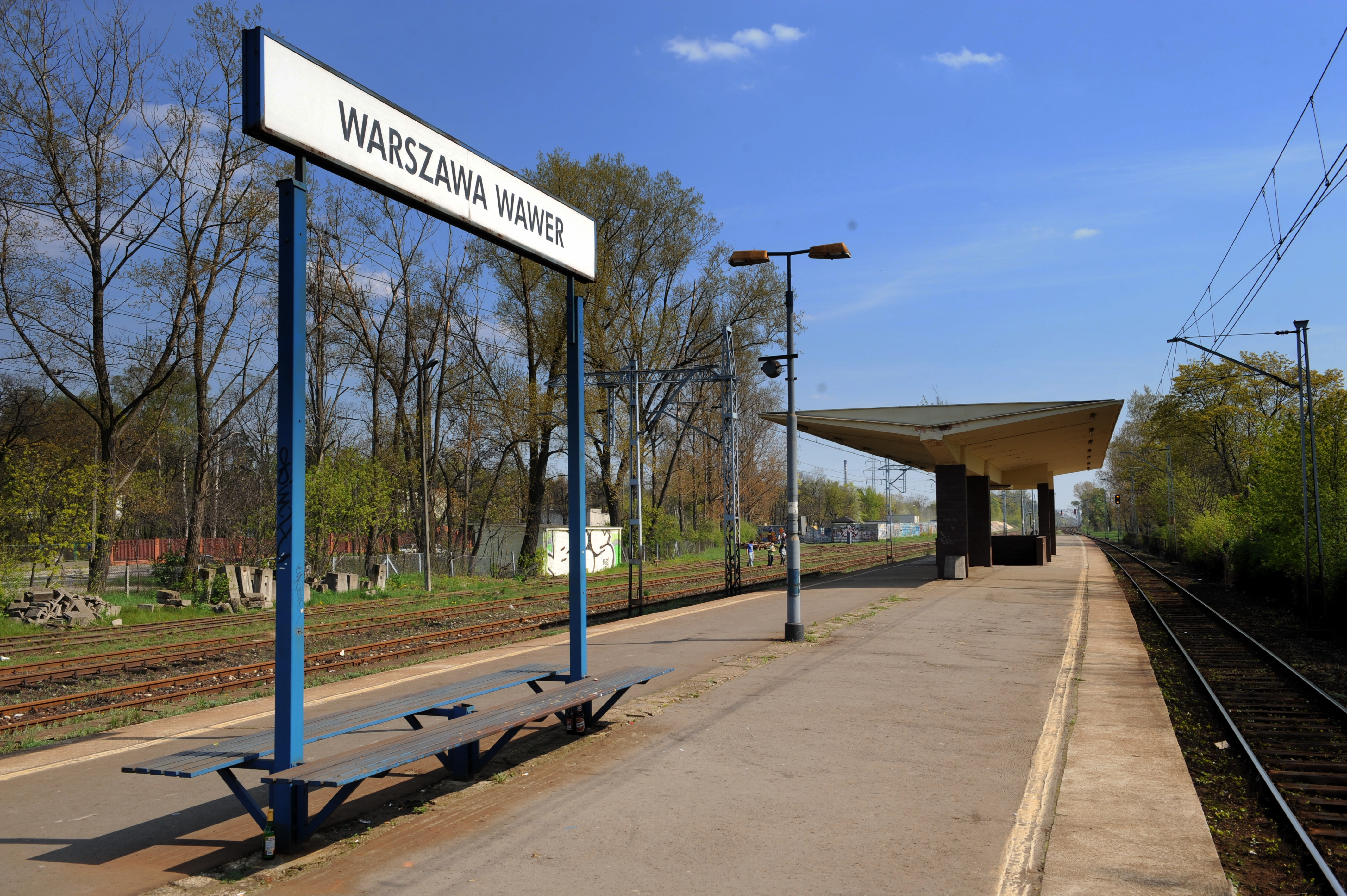
Warszawa Wawer
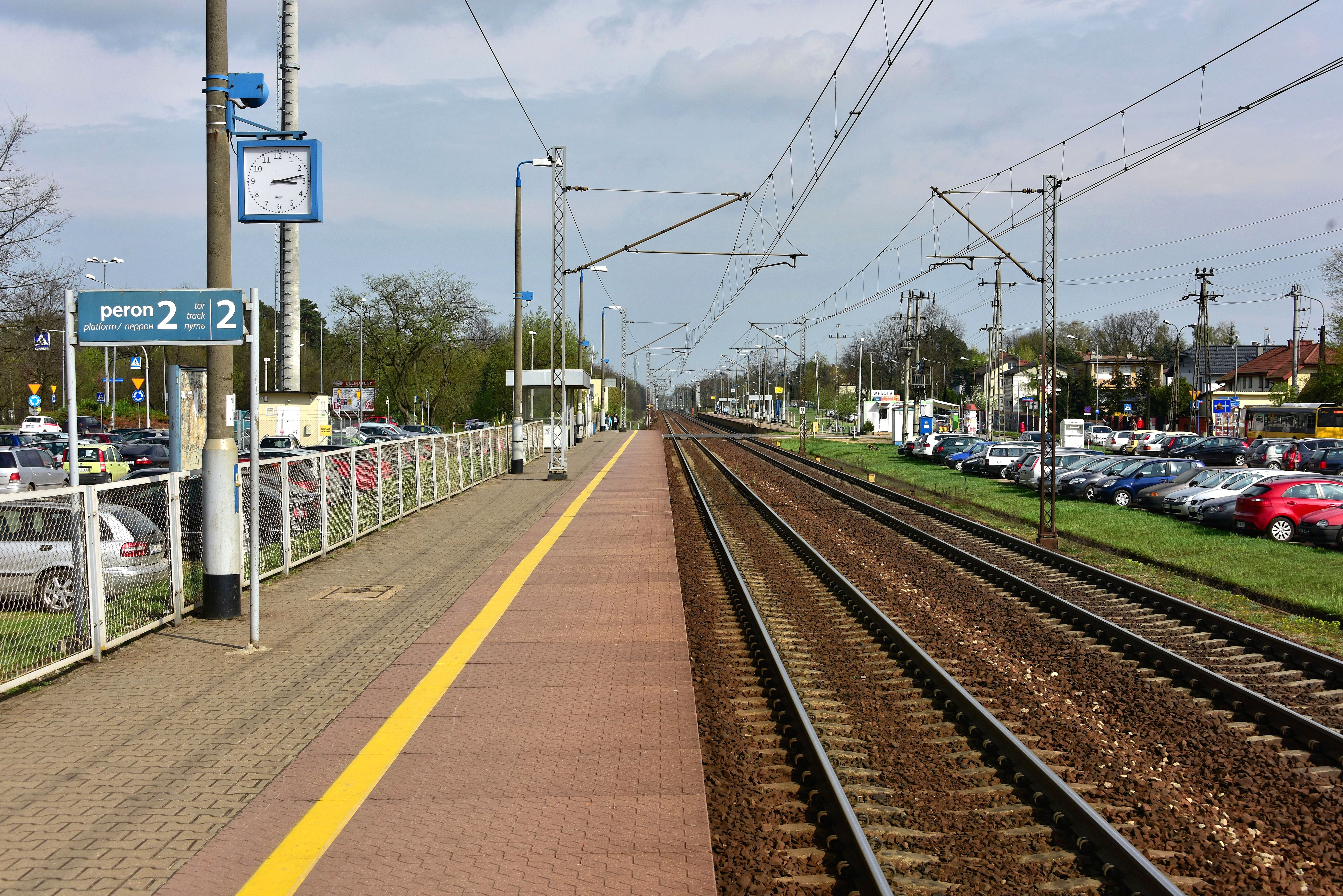
Warszawa Wesoła
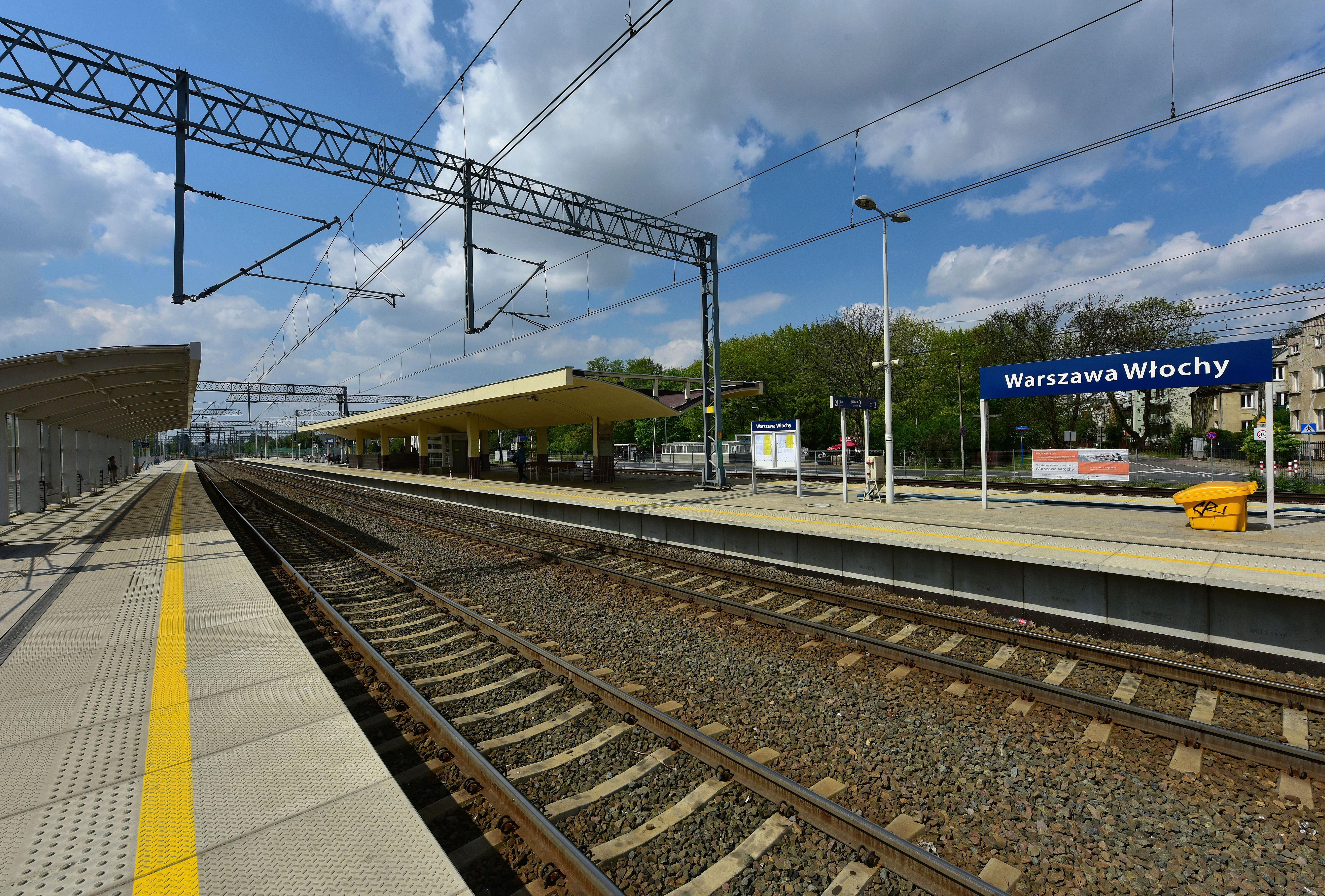
Warszawa Włochy
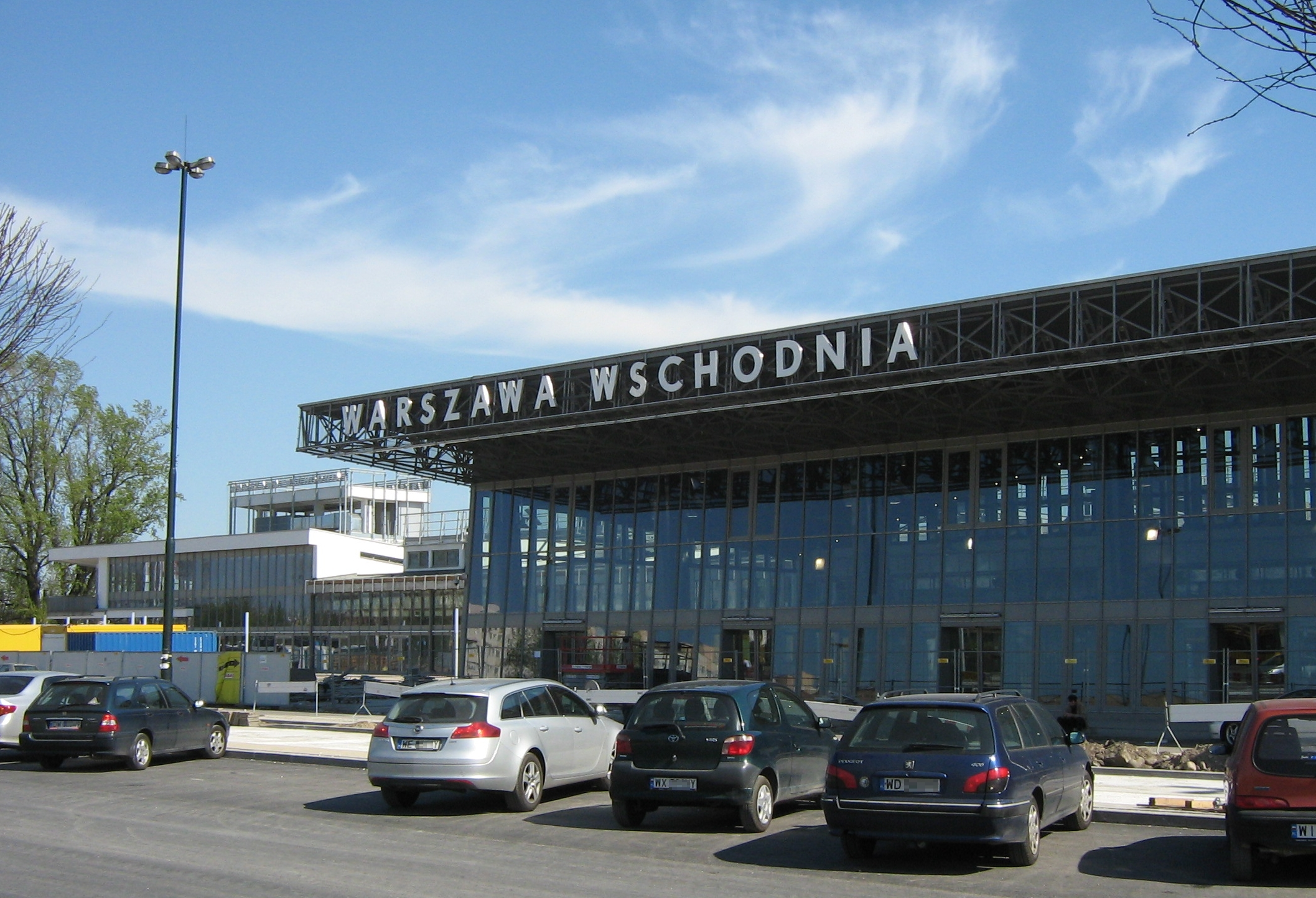
Warszawa Wschodnia
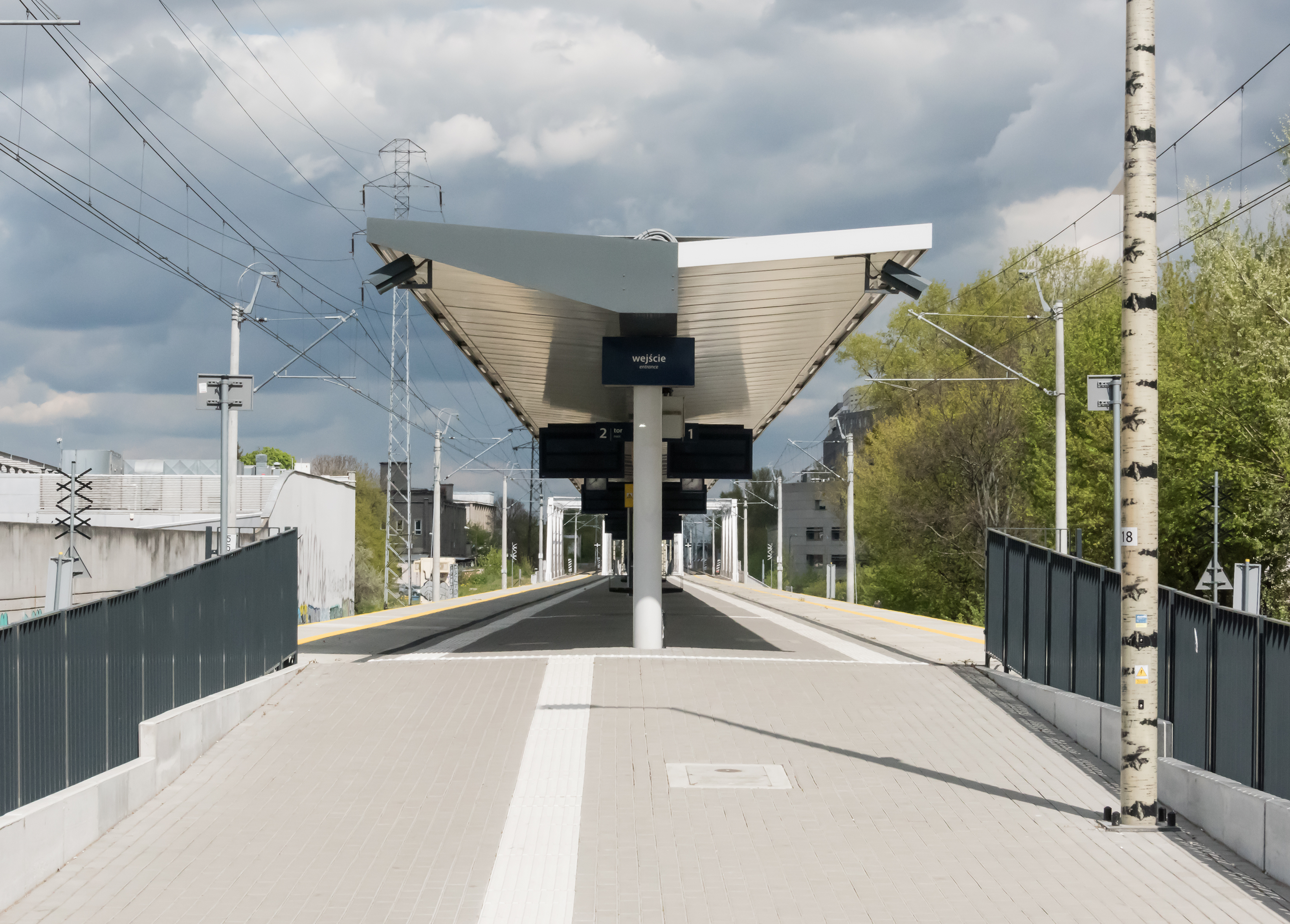
Warszawa Wola
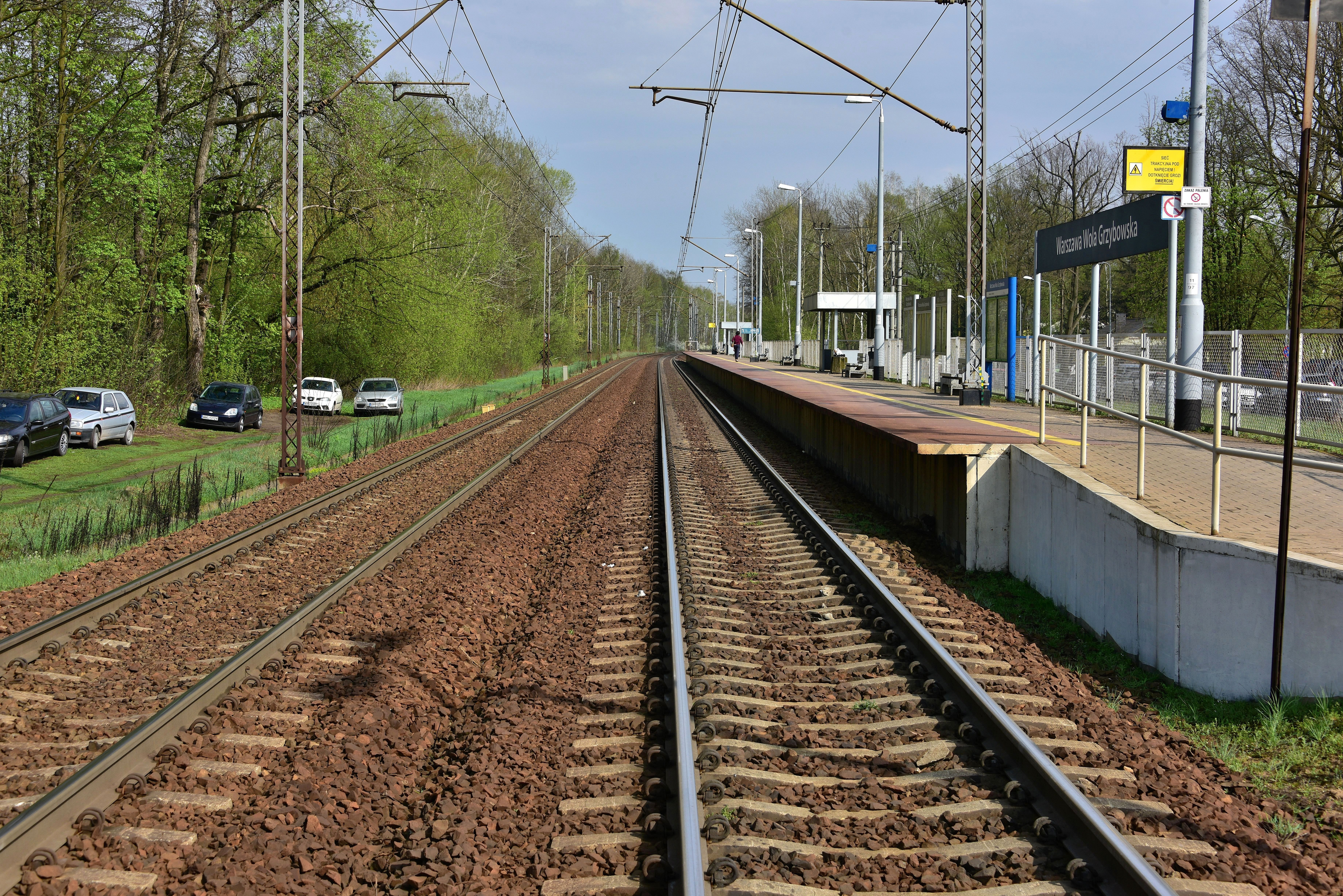
Warszawa Wola Grzybowska
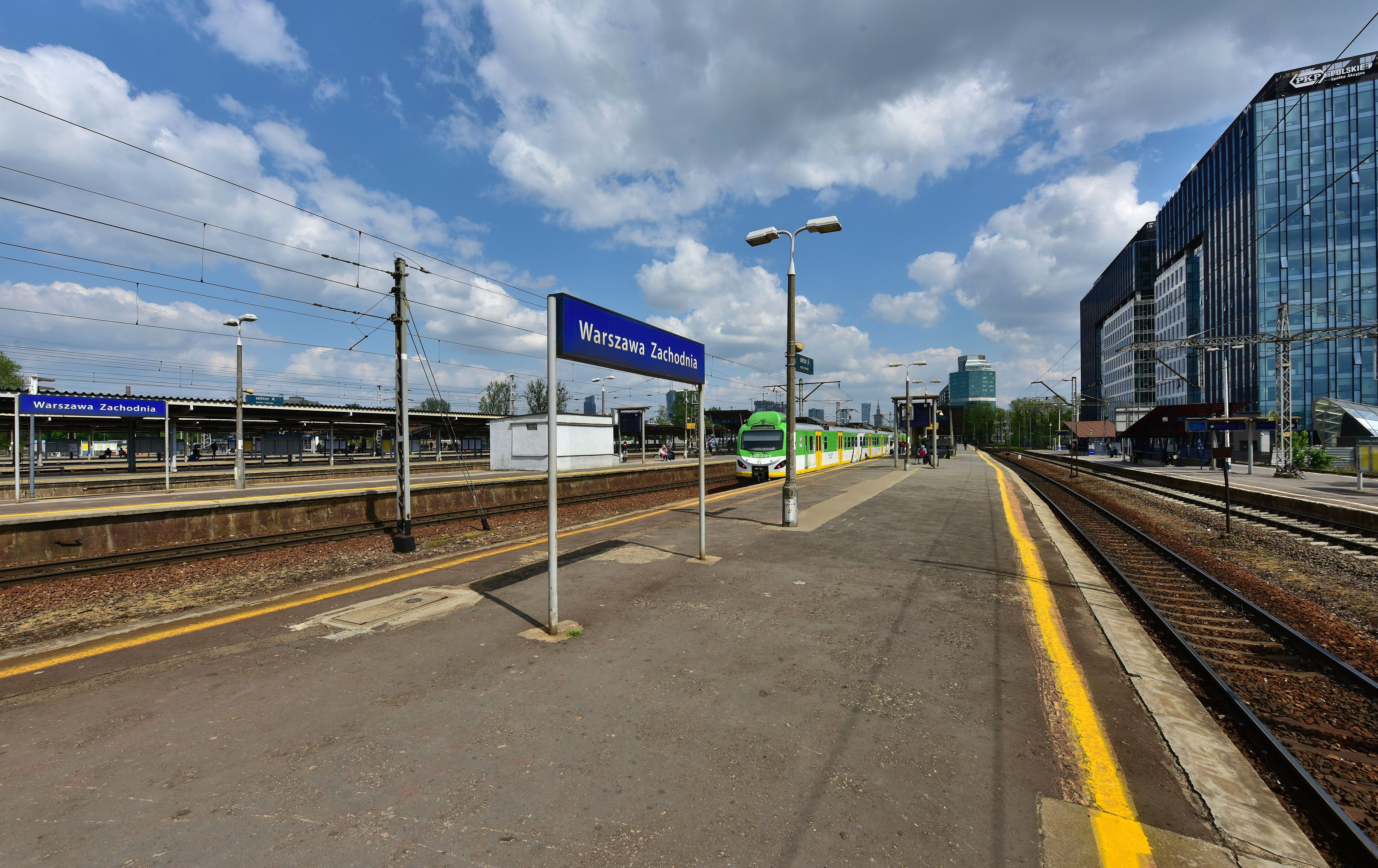
Warszawa Zachodnia
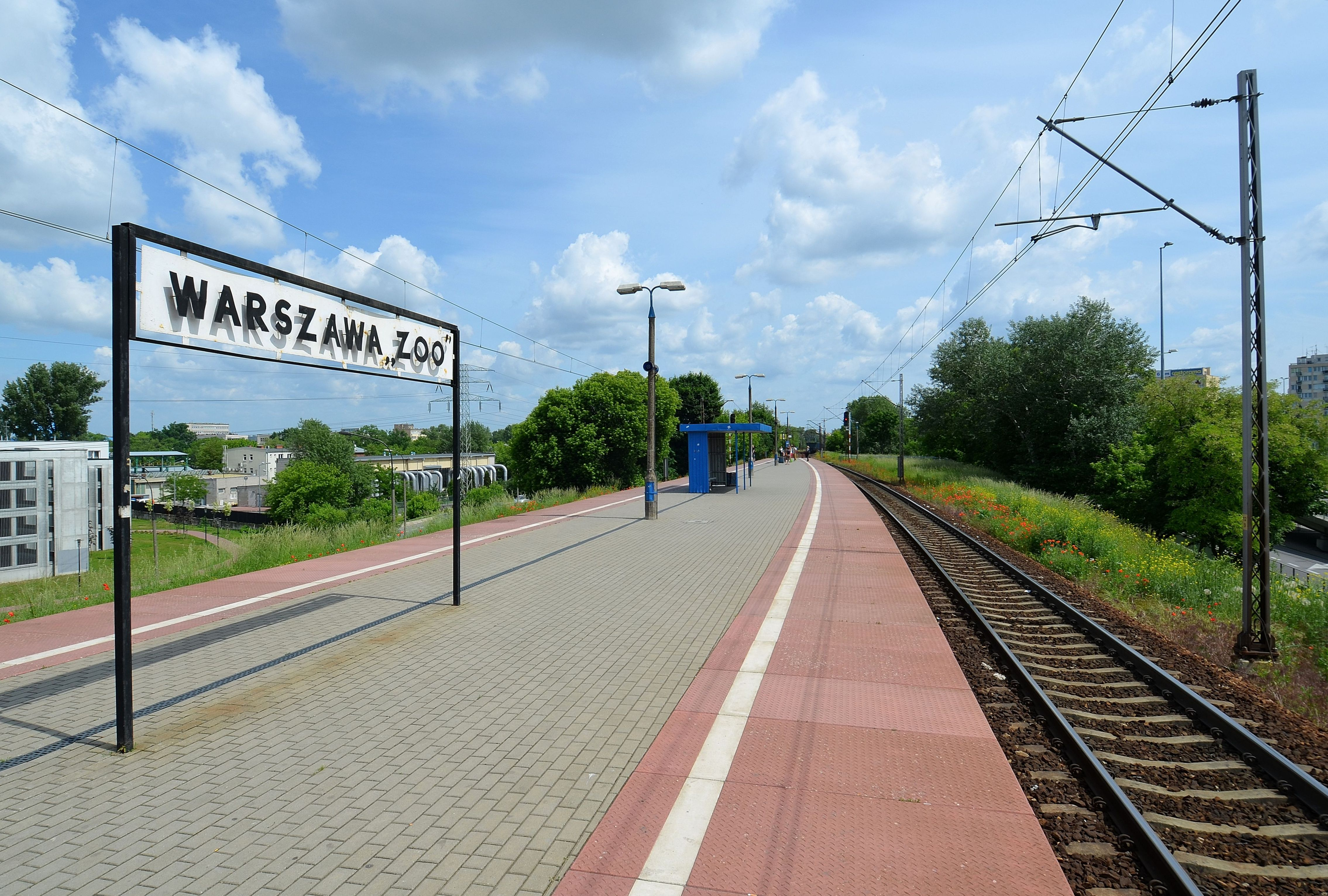
Warszawa Zoo
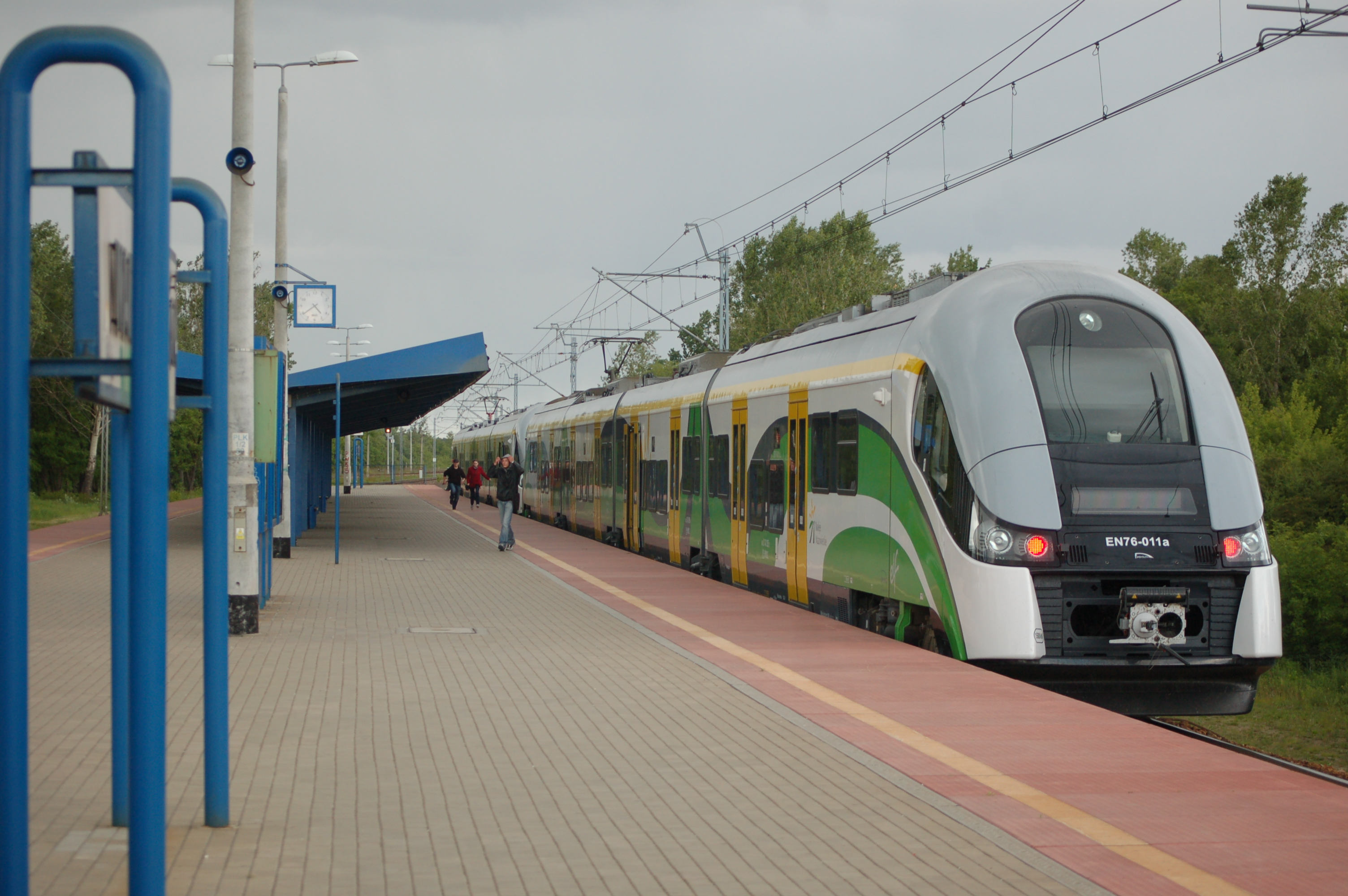
Warszawa Żerań
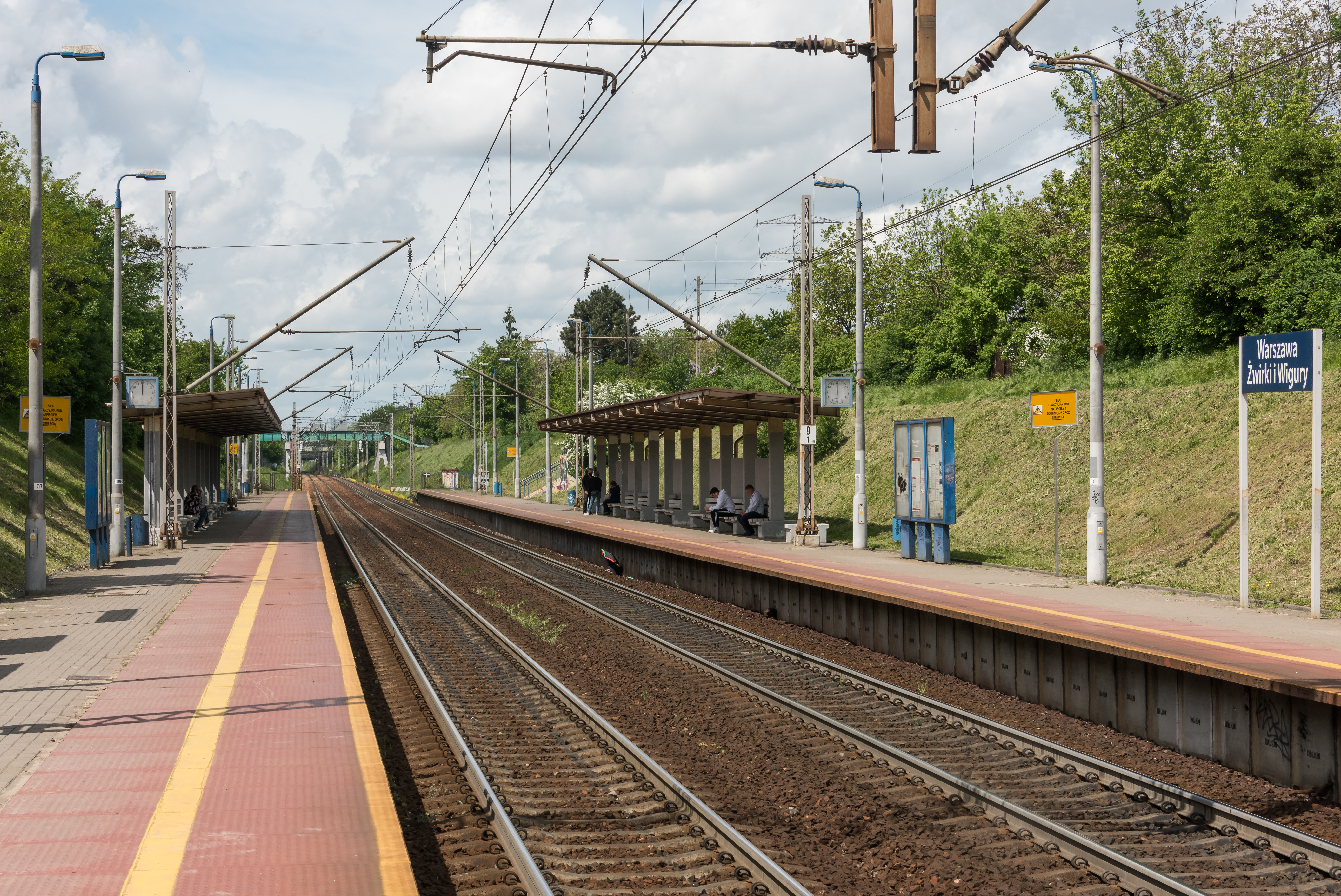
Warszawa Żwirki i Wigury
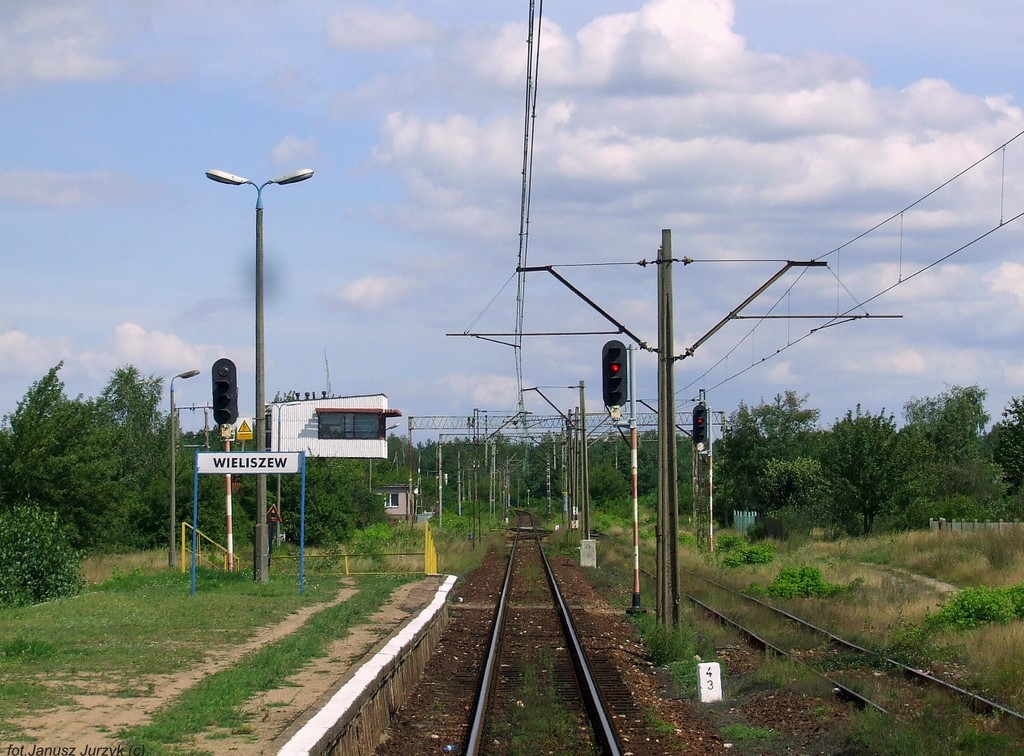
Wieliszew